# 俄羅斯入侵烏克蘭時間軸 (2023年7月)

俄羅斯入侵烏克蘭的動態地圖（参见可交互的俄烏戰爭詳細地圖）

本條目主要列出俄罗斯入侵乌克兰在2023年7月的进程。

## 7月1日
烏克蘭當局總結1號俄羅斯在烏克蘭各地的襲擊，共11個州，包括基輔、頓內次克、蘇梅、切爾尼戈夫、哈爾科夫、赫爾松、扎波羅熱、尼古拉耶夫、敖德薩、聶伯城和盧甘斯克遭到俄軍攻擊，共116個定居點和60個基礎設施遭到襲擊。烏克蘭赫爾松州長表示，俄羅斯炮擊烏克蘭南部赫爾松市的一棟住宅大樓，造成2名兒童受傷。扎波羅熱軍事部門表示，俄軍對扎波羅熱東南部地區進行炮擊，造成1名平民死亡，2人受傷。哈爾科夫州州長表示，俄羅斯軍隊向巴拉克利亞發射BM-30「龍捲風」火箭炮，造成4人受傷。第聶伯羅彼得羅夫斯克州州長表示，俄羅斯軍隊轟炸第聶伯羅彼得羅夫斯克州尼科波爾10次，破壞民用基礎設施，沒有傷亡。
烏克蘭武裝部隊總參謀部表示，自全面入侵以來，俄羅斯在烏克蘭損失228,870名士兵，過去一天俄羅斯部隊有880人傷亡，累計損失4,042輛坦克、7,868輛裝甲戰車、6,794輛汽車和燃料箱、4,162個火炮系統、632個多發火箭發射系統、389個防空系統、315架飛機、308架直升機、3,545架無人機和18艘船隻。
俄佔赫爾松官員的表示，俄軍成功擊退越過安東諾夫橋附近第聶伯河左岸的烏克蘭軍隊，成功摧毀安東諾夫橋附近兩個烏克蘭軍隊據點，並消滅烏克蘭軍事部隊最少30人。
烏克蘭總統澤倫斯基表示，扎波羅熱核電站仍然存在嚴重威脅，俄羅斯已經在技術上準備好對核電站進行區域性爆炸，呼籲國際社會關注扎波羅熱核電站問題。澤倫斯基亦簽署法令，對189名俄羅斯國民、2名白俄羅斯人和營運喬治亞航空的創始人實施制裁，並對近300家與俄羅斯及其對烏克蘭戰爭有關的公司實施制裁，包括俄羅斯最大航天工業公司。
英國國防部表示，烏克蘭軍隊「幾乎可以肯定」正在赫爾松南部地區的第聶伯羅河東岸重新部署。
美國參謀長聯席會議主席米利表示，烏軍反攻正在穩步推進，並避開雷區，每天以500至2000米的速度推進，但米利表示烏克蘭的反攻將非常困難，取得進展需要很長時間，並且「非常血腥」。美國中央情報局局長伯恩斯近日到訪烏克蘭，並會見烏方情報單位和總統澤連斯基。
西班牙總理桑切斯抵達基輔，會見烏克蘭總統澤倫斯基，並到烏克蘭議會發表演說，認為烏克蘭將會贏得戰爭的勝利，並宣佈對烏克蘭提供5500萬歐元援助，以及4輛豹2坦克和裝甲運兵車等。

## 7月2日
烏克蘭當局總結2號俄羅斯在烏克蘭各地的襲擊，共11個州，包括基輔、頓內次克、蘇梅、切爾尼戈夫、哈爾科夫、赫爾松、扎波羅熱、尼古拉耶夫、敖德薩、聶伯城和盧甘斯克遭到俄軍攻擊，至少2人死亡，13人受傷。烏克蘭軍方官員表示，午夜至凌晨，俄罗斯对基辅发动无人机袭击，烏方击落所有无人机，包括8架無人機和三枚巡航導彈，無人機碎片導致1人死亡，3棟房屋受損。烏克蘭赫爾松軍事管理局表示，俄羅斯炮擊赫爾松一個居民區，造成4人受傷，另外管理局表示，一名農民在赫爾松州波索德-波克羅夫西克耕作期間，被俄羅斯地雷炸傷。頓涅茨克州官員表示，俄羅斯炮擊頓涅茨克州科斯蒂安蒂尼夫卡鎮，兩名平民受傷。
烏克蘭武裝部隊總參謀部表示，自全面入侵以來，俄羅斯在烏克蘭損失229,660名士兵，過去一天俄羅斯部隊有790人傷亡，累計損失4,052輛坦克、7,888輛裝甲戰車、6,816輛汽車和燃料箱、4,188個火炮系統、637個多發火箭發射系統、390個防空系統、315架飛機、308架直升機、3,557架無人機和18艘船隻。另外，總參謀部表示，在7月2日中，俄羅斯軍隊發動11次導彈襲擊和40次空襲，並用多枚火箭發射器襲擊烏克蘭約30次，並發射8架伊朗製無人機，使用迫擊炮和大炮炮擊蘇梅州和哈爾科夫州的30多個定居點，在南部，俄羅斯炮擊扎波羅熱和赫爾松兩個州的40多定居點，烏方則對俄羅斯人員集中區進行9次空襲，並擊中兩個防空系統。
烏克蘭軍隊表示，在頓涅茨克州巴赫穆特側翼逐漸推進，並襲擊俄羅斯在南側和北側的陣地，在巴赫穆特以南的克利斯奇夫卡和庫爾久米夫卡附近取得成功。烏克蘭國防部副部長表示，烏克蘭軍隊已向扎波羅熱州別爾江斯克和梅利託波爾方向推進，但面臨敵人的強烈抵抗，副部長亦表示俄軍在頓涅茨克州萊曼、阿夫迪伊夫卡和馬林卡及盧甘斯克州斯瓦託沃等幾個方向向前推進，並形容前線情況「相當困難」更指俄軍襲擊斯瓦託沃附近的兩個定居點，貝洛霍裡夫卡和塞雷布里亞恩卡。
俄羅斯克拉斯諾達爾南部普里莫爾斯科-阿赫塔爾斯克機場附近發生爆炸，克里姆林宮附屬Telegram頻道表示，俄羅斯防空系統擊落一枚導彈，旨在襲擊機場的燃料庫，克拉斯諾達爾州州長表示，沒有人員傷亡或損失。烏方曾表示，俄羅斯利用普里莫爾斯科-阿赫塔爾斯克機場向烏克蘭發射伊朗製無人機，只需要大約一個小時便能到達烏克蘭領土。
俄羅斯國家原子能公司約100名員工已經離開俄佔扎波羅熱核電站，部分與國家原子能公司簽訂合約的烏克蘭人亦已經離開核電站所在的安赫德鎮，目前仍有6000名核電站工人留在該鎮，並被要求與國家原子能公司簽署合同，否則不被允許在核電站工作，俄佔扎波羅熱當局亦不允許他們離開該鎮。
波蘭內政部長表示，由於地區局勢緊張，將派遣500名警察和反恐部隊加強與白俄羅斯的邊境，波蘭邊防局則表示，有187名移民試圖從白俄羅斯非法越境進入波蘭，有關行動主要應對移民越境和瓦格納集團遷往白俄羅斯的潛在威脅。
美國非營利智庫战争研究所指出，70名乌克兰士兵在第聂伯河左岸俄罗斯控制下的安東尼夫斯基大橋下登陆。
德國總理在接受德国电视一台采访时就为何不提供金牛座KEPD 350导弹的问题表示，德国政府不希望乌克兰使用向其提供的远程武器打击俄罗斯领土。

## 7月3日
烏克蘭當局總結3號俄羅斯在烏克蘭各地的襲擊，共9個州，包括頓內次克、蘇梅、切爾尼戈夫、哈爾科夫、赫爾松、扎波羅熱、尼古拉耶夫、聶伯城和盧甘斯克遭到俄軍攻擊，至少9人死亡，34人受傷。烏克蘭空軍表示，防空系統擊落俄羅斯夜間至凌晨對烏克蘭發射的17架伊朗製無人機中的13架，其餘4架無人機沒有擊中預定目標，沒有報告人員傷亡。烏克蘭蘇梅地區軍事管理局表示，俄羅斯無人機襲擊北部城市蘇梅，造成2人死亡，19人受傷。烏克蘭赫爾松州官員表示，俄羅斯軍隊炮擊赫爾松州斯坦尼斯拉夫附近的一個村莊，造成3名平民受傷。
烏克蘭武裝部隊總參謀部表示，自全面入侵以來，俄羅斯在烏克蘭損失230,260名士兵，過去一天俄羅斯部隊估計有600人傷亡，累計損失4,057輛坦克、7,899輛裝甲戰車、6,834輛汽車和燃料箱、4,220個火炮系統、641個多發火箭發射系統、391個防空系統、315架飛機、309架直升機、3,573架無人機和18艘船隻。另外，烏克蘭國防部副部長表示，烏克蘭在東部和南部都取得漸進式增長，並表示已經重奪37.4平方公里領土，烏克蘭軍隊正向巴赫穆特方向推進，而俄羅斯軍隊正在頓涅茨克地區的萊曼、阿夫迪伊夫卡和馬裡因卡方向進攻。此外，烏克蘭武裝部隊東部軍團發言人表示，在東部軍團負責的範圍內，俄羅斯已部署超過18萬大軍，其中利曼至庫普揚斯克的前線較長，因此敵軍主要集中在該前線，有超過12萬人，當中包括空中突擊、機械化部隊、陸軍預備役、國土防衛軍，以及新成立的「風暴Z」懲戒部隊。
烏克蘭總統澤連斯基在接受美國有線電視新聞網訪問時表示，烏克蘭的最終目標是解放克里米亞，任何將半島留在俄羅斯控制下的「和平情景」都不是勝利，更表示雖然克里米亞被俄羅斯佔領，但這意味著戰爭還沒有結束，直到烏克蘭解放克里米亞，戰爭才結束。此外，烏克蘭當局指控一名前烏克蘭克里米亞安全部門負責人犯下叛國罪，罪名是奉莫斯科的命令招募其他對俄羅斯友好的特工。另外，烏克蘭盧甘斯克州一名流亡市長表示，俄佔盧甘斯克的利西昌斯克市所有醫療設施都已經重新用作俄羅斯軍隊的軍事醫院。
俄羅斯國防部長紹伊古首次回應兵變指，瓦格納僱傭兵上個月叛亂不會影響俄羅斯在烏克蘭的「特別軍事行動」，另外，紹伊古表示，俄羅斯部隊在烏克蘭反攻行動中，摧毀900多件烏克蘭軍事裝備，包括15架飛機、3架直升機和920輛裝甲車，包括16輛豹式坦克，並指自6月4日以來，烏克蘭軍隊損失約2500件武器。
俄佔赫爾松官員表示，俄羅斯軍隊挫敗烏克蘭軍隊小部分穿越安東諾夫斯基大橋附近的第聶伯羅河的多次企圖，另外，俄佔赫爾松官員表示，早前被烏克蘭導彈破壞，連接赫爾松和克里米亞的瓊格爾橋已經修復。另外，俄羅斯聯邦安全局表示，挫敗針對俄控克里米亞領袖謝爾蓋·阿克肖諾夫汽車爆炸刺殺企圖，聯邦安全局表示該襲擊者據稱是烏克蘭特種部隊招募的俄羅斯公民，現時被拘留。
俄羅斯議會上院聯邦委員會國際委員會負責人表示，俄羅斯已將70萬兒童從烏克蘭衝突地區帶入俄羅斯領土，並指已經在俄羅斯為這70萬兒童找到避難所，以逃離烏克蘭衝突地區的轟炸和炮擊。另外，俄羅斯中央選舉委員會主席表示，根據現時的軍事局勢，俄羅斯聯邦可能需要放棄9月份在俄羅斯吞併的烏克蘭東部四州舉行地區選舉的計劃。
歐洲媒體報道，奧地利政府希望加入德國在2022年俄羅斯入侵烏克蘭的戰爭背景下發起的「歐洲天空之盾」倡議，以抵禦俄羅斯的無人機和導彈，此舉引發關於奧地利自二戰後軍事中立的討論。
北大西洋公約組織軍事委員會主席接受訪問時表示，在外界期待已久的對俄反攻完成之前，烏克蘭不會獲得軍援戰機，主要原因是對於反攻而言，不會在短期內完成，因此在反攻完成前，將無法提供已完成訓練的飛官、培訓技術人員等。
乌克兰国家预防腐败局将联合利华列入俄罗斯入侵烏克蘭赞助者名单，因为該公司在承诺撤出俄羅斯的情况下继续在俄罗斯投资。
负责调查俄罗斯在乌克兰战争罪行的机构「起诉侵略乌克兰罪行国际中心」在荷兰海牙开始運作。

## 7月4日
烏克蘭當局總結4號俄羅斯在烏克蘭各地的襲擊，共9個州，包括頓涅茨克、哈爾科夫、赫爾松、切爾尼戈夫、第聶伯羅彼得羅夫斯克、盧甘斯克、尼古拉耶夫、蘇梅和扎波羅熱遭到俄軍攻擊，至少3人死亡，至少49人受傷。烏克蘭空軍發言人4號表示，烏克蘭軍隊在過去一天擊落20架攻擊無人機和6架偵察無人機。烏克蘭檢察長辦公室表示，俄羅斯對赫爾松州進行炮擊，造成2人死亡。哈爾科夫州州長表示，俄羅斯炮擊哈爾科夫州茲拉托皮爾市，造成至少43人受傷，其中包括12名兒童。北部切爾尼戈夫州，遭到俄羅斯炮擊，造成3人受傷。
俄羅斯外交部發言人表示，烏克蘭試圖打擊包括機場在內的民用基礎設施，這相當於恐怖主義行為。俄羅斯國家通訊社塔斯社則報道，至少有5架無人機飛向莫斯科州，全部無人機被防空系統擊落。另外，俄羅斯別爾哥羅德州州長表示，建議邊境城鎮舍貝基諾疏散的居民在未來兩週內返回家園，該城鎮曾被親烏組織「自由俄羅斯軍團」攻佔。
烏克蘭武裝部隊總參謀部表示，自全面入侵以來，俄羅斯在烏克蘭損失231,030名士兵，過去一天俄羅斯部隊估計有770人傷亡，累計損失4,059輛坦克、7,908輛裝甲戰車、6,843輛汽車和燃料箱、4,252個火炮系統、647個多發火箭系統、394個防空系統、315架飛機、309架直升機、3,602架無人機和18艘船隻。烏克蘭軍方指揮部發言人表示，烏克蘭軍隊已向別爾江斯克方向推進2公里，另外，俄軍過去一天在該地區的小規模衝突中，傷亡慘重，包括72人死亡，166人受傷，36件裝置被摧毀，包括兩輛坦克和九輛裝甲車，在頓涅茨克州的里夫諾皮爾，俄軍隊試圖發動進攻行動，但沒有成功，俄軍亦正試圖抵禦烏克蘭在扎波羅熱方向的推進。另外，烏克蘭武裝部隊總參謀部表示，俄羅斯可能會在不久的將來準備在被佔領的扎波羅熱核電站進行挑釁，總參謀部表示，俄羅斯軍隊在核電站第3和第4號機組的屋頂放置類似於爆炸裝置的物體，若發生爆炸，未必損害核電站，但會營造烏克蘭軍方炮擊核電站的假像。
烏克蘭國家核能發電公司表示，俄羅斯佔領的扎波羅熱核電站再次中斷與主要外部電力網的連線，並切換至唯一可用的備份線路。俄烏雙方早前互相指責對方計畫破壞核電站。另外，烏克蘭臨時佔領區重新融合部表示，自全面入侵開始以來，歐洲國家共撥款470億美元用於援助烏克蘭難民，包括資助、住房、醫療保健、教育服務以及提供食物和其他基本必需品。另外，烏克蘭國家調查局表示，拘捕克拉馬托爾斯克地區招募和社會支援中心三名員工，涉嫌偽造被徵入伍公民檔案，以允許被徵入伍公民離開烏克蘭。
瑞士廣播公司引述瑞士國防部消息表示，瑞士希望加入德國在2022年俄羅斯入侵烏克蘭的戰爭背景下發起的「歐洲天空之盾」倡議，以應對俄羅斯的威脅，國防部亦表示，此舉並不違反該國的中立政策。
荷蘭政府宣佈一項價值約1.28億美元的援助計劃，將用於滿足烏克蘭的人道主義和經濟需求，其中8300萬歐元用於烏克蘭的重建和醫療保健系統，另外1000萬歐元將用於援助卡霍夫卡大壩災民，87.5萬歐元將用於烏克蘭人權維護。
歐洲安全與合作組織會議發表「溫哥華宣言」，譴責俄羅斯聯邦對烏克蘭的侵略戰爭是明顯和嚴重地違反《赫爾辛基協議》，以及完全違反《新歐洲巴黎憲章》，並表示，將堅定不移地支援烏克蘭的獨立、主權和領土完整，並呼籲各成員國承認俄羅斯是恐怖主義贊助國，私人僱傭軍瓦格納集團是恐怖組織。

## 7月5日
烏克蘭內政部長表示，首都基輔地區法院發生爆炸，初步調查發現，一名被帶上法庭聽證會的男子引爆一個不明的裝置，造成一死两伤，引爆者當場身亡。暫時未知是否與俄羅斯有關。烏克蘭赫爾松貝里斯拉夫官員表示，俄羅斯對當地發動攻擊，導致該地區的四個定居點起火，對房屋和農場建築造成破壞。 沒有人員傷亡的報告。烏克蘭國家廣播公司報道，烏克蘭頓涅茨克地區德魯日科夫卡遭到火箭彈襲擊，導致住宅樓和醫療設施受損。烏克蘭總統參謀長表示，俄軍炮擊赫爾松州比洛澤爾卡，造成1人死亡，至少6人受傷。
烏克蘭武裝部隊總參謀部表示，自全面入侵以來，俄羅斯在烏克蘭損失231,700名士兵，過去一天俄羅斯部隊估計有670人傷亡，累計損失4,062輛坦克、7,917輛裝甲戰車、6,865輛汽車和燃料箱、4,288個火炮系統、656個多發火箭發射火箭系統、395個防空系統、315架飛機、309架直升機、3,614架無人機和18艘船隻。另外，烏克蘭空軍警告烏克蘭南部存在導彈危險，並警告俄羅斯可能發射巡航導彈。烏克蘭軍方表示，已經摧毀俄羅斯佔頓涅茨克地區前線馬基伊夫卡的俄羅斯陣地。此外，烏克蘭南方空軍司令部表示，俄羅斯向尼古拉耶夫州上空發射8架伊朗製無人機，全數被擊落。
俄佔扎波羅熱官員表示，烏克蘭攻擊當地，導致房屋、車庫和汽車受損壞，沒有人員傷亡。俄羅斯官員表示，俄佔頓涅茨克東部城鎮馬基伊夫卡遭烏克蘭炮擊，造成1人死亡，另有41人受傷，其中包括兩名兒童。俄羅斯庫爾斯克州長表示，當天凌晨遭到烏克蘭軍隊越境的炮擊，一所學校和一棟住宅損壞，沒有人員傷亡報告。俄羅斯貝爾哥羅德州長表示，當天凌晨瓦盧伊基鎮遭到烏克蘭軍隊炮擊，防空系統工作正常，但地面遭到破壞，沒有人員傷亡報告。俄羅斯國家通訊社塔斯社報道，俄羅斯鐵路網的網站和移動應用程式受到大規模駭客攻擊。
烏克蘭武裝部隊總參謀部表示，俄佔赫爾松州的斯卡多夫斯克和赫尼切斯克，腸道感染人數增加，可能是霍亂，但俄佔當局拒絕承認問題，並試圖掩蓋不斷惡化的衛生狀況，該區域在卡霍夫卡大壩潰堤後曾被淹。烏克蘭地面部隊指揮官表示，到目前為止，反攻正在根據計劃進行，但烏軍仍未充分發揮軍事力量，指揮官表示相信烏克蘭將能夠奪回巴赫穆特，而俄羅斯在戰場上遭受的損失是烏克蘭的8到10倍。另外，乌克兰官员指责俄罗斯军方在巴赫穆特周围使用了化学武器。
乌克兰对与俄羅斯入侵烏克蘭有關的18家控股公司实施制裁。

## 7月6日
烏克蘭當局6號表示，在過去一天，俄羅斯一共襲擊10個州，包括頓內次克、哈爾科夫、赫爾松、利維夫、切爾尼戈夫、聶伯城、盧甘斯克、尼古拉耶夫、蘇梅和扎波羅熱州遭到俄軍攻擊，至少6人死亡，至少53人受傷。烏克蘭軍隊表示，擊落10枚俄羅斯巡航導彈中的7枚，導彈從黑海方向發射，並沿著第聶伯羅河向北，但突然向西方向改變，擊中利沃夫的民用基礎設施，60多棟房屋嚴重受損，50輛汽車受損，造成10人死亡，42人受傷，其中包括1名兒童，是自俄羅斯入侵烏克蘭以來，利沃夫民用基礎設施遭受到最大規模的攻擊。烏克蘭哈爾科夫州檢察官辦公室表示，俄羅斯炮擊摧毀哈爾科夫州博霍杜霍夫區的奧德諾羅比夫卡火車站，暫時未有傷亡報告。烏克蘭第聶伯羅彼得羅夫斯克州州長表示，俄羅斯軍隊先後3次襲擊尼科波爾地區，沒有傷亡報告。烏克蘭赫爾松州州長表示·普羅庫丁報道，俄軍襲擊當地一棟住宅，造成2名平民受傷。
烏克蘭武裝部隊總參謀部表示，自全面入侵以來，俄羅斯在烏克蘭損失232,300名士兵，過去一天俄羅斯部隊估計有600人傷亡，累計損失4,068輛坦克、7,932輛裝甲戰車、6,888輛汽車和燃料箱、4,310個火炮系統、657個多發火箭系統、404個防空系統、315架飛機、309架直升機、3,635架無人機和18艘船隻。
俄羅斯別哥羅德州長表示，烏克蘭炮擊別哥羅德地區靠近烏克蘭邊境的新彼得羅夫卡村，造成一名人員死亡。俄佔赫爾松選舉委員會表示，俄羅斯將於9月8日至10日在俄佔赫爾松地區舉行地區選舉。俄佔頓涅茨克官員表示，俄羅斯軍隊已經向武赫萊達方向推進300米。
烏克蘭總統澤倫斯基先後到訪保加利亞和捷克，與保加利亞總統和總理以及捷克總統和總理會面，其中烏保兩國同意在國防部門展開更積極的合作，雙方將會簽署聯合宣言支持烏克蘭加入北約，以及能源領域的合作備忘錄，捷克則向烏克蘭提供攻擊直升機和數十萬發大口徑彈藥，以及協助烏克蘭培訓飛行員。
烏克蘭戰俘待遇協調總部表示，包括2名兒童在內的45名烏克蘭戰俘已經從俄羅斯返回烏克蘭。俄羅斯國防部表示，45名俄羅斯軍人已經從烏克蘭返回俄羅斯。
白俄羅斯總統盧卡申科表示，瓦格納集團領袖普里戈任已經返回俄羅斯聖彼得堡，對瓦格納僱傭兵來到白俄羅斯的協議仍然有效。
芬蘭國防部宣佈，向烏克蘭提供價值約1.14億美元的軍事援助計劃，包括防空武器和彈藥等。
國際非政府組織人權觀察表示，俄羅斯和烏克蘭部隊都使用集束彈，殺害烏克蘭平民，並呼籲俄羅斯和烏克蘭停止使用這些武器，亦敦促美國不要提供有關武器，全球120多個國家簽署禁止集束彈的國際條約，但俄羅斯、烏克蘭和美國均沒有簽署。
乌克兰反腐败高等法院下令扣押俄罗斯国家技术集团的一架An-140-100飞机。这架飞机在2022年俄羅斯入侵烏克蘭时正在乌克兰维修。

## 7月7日
烏克蘭當局表示，在過去一天，俄羅斯一共襲擊9個州，包括蘇梅、赫爾松、切爾尼戈夫、哈爾科夫、尼古拉耶夫、第聶伯羅彼得羅夫斯克、盧甘斯克、頓涅茨克和扎波羅熱遭到俄軍攻擊，其中在東部和南部的襲擊中，造成4名平民死亡，17人受傷。 烏克蘭扎波羅熱州州長表示，俄羅斯發射S-300導彈襲擊當地，導致當地的基礎設施起火。烏克蘭國家廣播公司報道，午夜至凌晨，俄羅斯在安東洛夫下橋附近攻擊第聶伯羅河右岸29次，導致烏克蘭赫爾松州有五名平民受傷。乌克兰军方表示俄羅斯出動了18架见证者-136无人机發動袭击，其中12架被击落。
烏克蘭武裝部隊總參謀部表示，自全面入侵以來，俄羅斯在烏克蘭損失232,810名士兵，過去一天俄羅斯部隊估計有510人傷亡，累計損失4,070輛坦克、7,944輛裝甲戰車、6,898輛汽車和燃料箱、4,330個火炮系統、658個多發火箭系統、408個防空系統、315架飛機、309架直升機、3652架無人機和18艘船隻。另外，總參謀部表示，烏克蘭軍隊在巴赫穆特以南的克利斯奇夫卡地區取得區域性成功，目前正在鞏固奪回的陣地，亦擊退俄羅斯在巴赫穆特西北約3公里處的伯希夫卡村附近的襲擊。此外，烏克蘭東部軍區司令部發言人表示，烏克蘭軍隊在東部城市巴赫穆特附近推進1公里。
俄羅斯別爾哥羅德地區州長表示，烏克蘭對當地發動炮擊，導致1名平民死亡，部分武器碎片對定居點造成破壞。俄羅斯聯邦安全局表示，在俄控克里米亞地區拘留一名男子，涉嫌為烏克蘭部隊破壞當地的鐵路。
烏克蘭總統澤倫斯基先後到訪斯洛伐克和土耳其，與斯洛伐克總統和總理以及土耳其總統會面，商討和平方案、北約峰會、安全保障和糧食倡議的立場。土耳其總統表示支持烏克蘭加入北約。
英國國防部表示，俄羅斯派遣8艘軍艦，包括3艘能夠發射卡利布林巡航導彈的卡拉庫爾特級護衛艦，到亞速海，該批軍艦將由總部位於被佔領的烏克蘭港口城市馬裡烏波爾，新成立的亞速海軍區指揮。
北約秘書長斯托爾滕貝格表示，北約成員國預計將透過一個由三部分組成計劃，加強北約與烏克蘭的關係，當中包括一個長期支援計劃，以確保烏克蘭部隊和北約之間的「完全互操作性」＇並會成立「北約-烏克蘭理事會」，提升政治關係，重申烏克蘭將成為北約成員國。
聯合國發布最新資料顯示，自2022年2月24日俄羅斯正式入侵烏克蘭起，已經確認有9000多名烏克蘭平民死亡，包括500多名兒童，但實際數字會更高，平民的死亡數字是頓巴斯戰爭的三倍。
美國宣布向烏克蘭提供價值8億美元援助計劃，包括布拉德利和史崔克裝甲車，以及包括榴彈和高強度炮火箭系統的彈藥，亦包括備受爭議的集束彈，國家安全顧問沙利文表示，根據國家安全團隊的一致建議，總統喬·拜登已批准向烏克蘭運送集束彈藥。對此人權團體及聯合國皆反對美國提供集束炸彈。而美國總統拜登則聲稱「這是一項艱難的決定」。德国決定向乌克兰提供一系列裝甲架橋車、裝甲工程车、无线电和无人机干扰器、牵引车和半挂车。
中立國瑞士和奧地利國防部長在瑞士首都伯爾尼與德國國防部長會晤後，簽署加入由德國在2022年俄羅斯入侵烏克蘭的戰爭背景下發起的「歐洲天空之盾」倡議，以應對俄羅斯的威脅，倡議旨在協調防空系統的採購，促進培訓、研究和後勤方面的合作。
跨太平洋夥伴全面進展協定保存方新西蘭表示，烏克蘭已於5月5日向新西蘭提交加入《跨太平洋夥伴全面進展協定》（CPTPP）的正式申請。

## 7月8日
烏克蘭當局表示，在過去一天，俄羅斯一共襲擊10個州，包括蘇梅、赫爾松、切爾尼戈夫、哈爾科夫、尼古拉耶夫、基洛夫格勒、聶伯城、盧甘斯克、頓內次克和扎波羅熱遭到俄軍攻擊，150個定居點和48個基礎設施遇襲。烏克蘭第聶伯羅彼得羅夫斯克州州長表示，俄羅斯軍隊在午夜至凌晨對克里維里赫發動無人機襲擊，造成1名平民受傷。烏克蘭哈爾科夫州長表示，俄羅斯軍隊對哈爾科夫州的幾個定居點進行空襲、迫擊炮襲擊和炮擊，造成1人受傷。烏克蘭頓涅茨克州長表示，俄羅斯軍隊對頓涅茨克州萊曼市發動襲擊，至少有9人死亡，13人受傷。
烏克蘭武裝部隊總參謀部表示，自全面入侵以來，俄羅斯在烏克蘭損失233,440名士兵，過去一天俄羅斯部隊估計有630人傷亡，累計損失4,074輛坦克、7953輛裝甲戰車、6,914輛汽車和燃料箱、4,346個火炮系統、661個多發火箭發射火箭系統、410個防空系統、315架飛機、309架直升機、3666架無人機和18艘船隻。另外，總參謀部表示，俄羅斯軍隊試圖在頓涅茨克州和盧甘斯克州五個方向發起進攻，俄羅斯軍隊發動空襲，並炮擊該地區多個定居點。此外，烏克蘭副國防部長表示，「273天前，我們對克里米亞大橋實行了第一次打擊，破壞了俄羅斯的後勤。」，是烏方首次公開承認，策劃對克里米亞大橋的襲擊。
俄羅斯別爾哥羅德州州長表示，烏克蘭攻擊俄羅斯邊境市鎮謝貝基諾，其中一枚導彈擊中一個市場，引發火災。
烏克蘭總統澤倫斯基發布片段，顯示他到訪在戰爭初期被俄羅斯佔領，並2022年6月收復的蛇島，紀念俄羅斯發動全面戰爭的500天，並承諾烏克蘭將收復目前被俄羅斯佔領的所有領土。另外，澤倫斯基分别與葡萄牙總理和荷蘭首相通電話，其中烏葡兩國發表聯合聲明，葡萄牙支持烏克蘭加入北約，荷蘭首相則在電話中，確認烏克蘭飛行員開始訓練F-16戰鬥機的日期。
烏克蘭總統辦公室表示，曾參與馬里烏波爾圍城戰的5名指揮官從土耳其返回烏克蘭，其中包括丹尼斯·普羅科彭科、謝爾蓋·沃林斯基、斯維亞托斯拉夫·帕拉馬爾、丹尼斯·施萊加以及奧列格·霍緬科，5人在馬里烏波爾圍城戰中被俘，在2022年9月俄烏換俘中獲釋，但根據烏俄的換俘協議，5人必須留在土耳其直至戰爭結束。俄羅斯克里姆林宮表示，5名烏克蘭指揮官從土耳其返回是直接違反去年斡旋的囚犯交換，烏克蘭和土耳其都違反有關協議。
烏克蘭國防部長表示，歡迎美國決定提供集束彈，有關武器將大大幫助烏克蘭奪回被佔領土，拯救烏克蘭士兵的生命，並承諾不會用在俄羅斯境內，僅會協助解放遭俄羅斯占據的領土。俄羅斯外交部表示，美國決定向烏克蘭提供集束彈藥是一種「絕望行為」，並顯示烏克蘭陣營的弱點。英國、加拿大、西班牙、德國等多國官員在美國宣布向烏克蘭提供集束彈後表示，不支持使用集束彈，但會以其他方式支援烏克蘭。
烏克蘭环境保护和自然资源部部長表示，俄罗斯入侵造成的环境損失總額已达到2万亿乌克兰格里夫纳，冲突还产生了超过20万吨的危险废物和废金属。

## 7月9日
烏克蘭當局表示，在過去一天，俄羅斯一共襲擊9個州，包括蘇梅、赫爾松、切爾尼戈夫、哈爾科夫、尼古拉耶夫、聶伯城、盧甘斯克、頓內次克和扎波羅熱遭到俄軍攻擊，133個定居點和36個基礎設施遇襲。烏克蘭赫爾松州州長表示，俄羅斯軍隊襲擊赫爾松市的一棟住宅樓，造成1名平民受傷。烏克蘭基輔市長表示，自全面入侵以來，俄羅斯的襲擊已造成170多名基輔平民死亡，摧毀基輔的400多棟住宅樓。 烏克蘭扎波羅熱州梅利託波爾市流亡市長費多羅夫表示，在俄佔扎波羅熱梅利託波爾附近的扎裡希內村一個機庫發生爆炸，該機庫是俄羅斯的軍事基地。烏克蘭赫爾松州軍事管理局表示，俄羅斯軍隊炮擊赫爾松州貝里斯拉夫鎮，造成1名平民受傷。烏克蘭扎波羅熱州長表示，俄羅斯空襲烏克蘭扎波羅熱地區前線小鎮奧裡科夫的住宅區，造成7人死亡，11人受傷。
烏克蘭武裝部隊總參謀部表示，自全面入侵以來，俄羅斯在烏克蘭損失234,040名士兵，過去一天俄羅斯部隊估計有600人傷亡，累計損失4,078輛坦克、7,964輛裝甲戰車、6,929輛汽車和燃料箱、4,366個火炮系統、668個多發火箭系統、413個防空系統、315架飛機、309架直升機、3,685架無人機和18艘船隻。烏克蘭地面部隊指揮官表示，烏克蘭軍隊在巴赫穆特附近取得進展，而俄羅斯軍隊在某些地區「被困」。此外，參謀部表示，烏克蘭軍隊繼續反攻，並在扎波羅熱州的梅利託波爾和貝爾強斯克方向推進，而俄羅斯軍隊則進行27次空襲和37次使用多個火箭發射器的襲擊，打傷平民，摧毀住宅建築以及民用基礎設施，俄軍亦炮擊烏克蘭控制的扎波羅熱州和赫爾松州約20個的定居點，參謀部更表示，俄羅斯軍隊的攻擊主要集中在頓涅茨克州的萊曼、巴赫穆特、阿夫迪伊夫卡和馬林卡方向。另外，烏克蘭國防部副部長表示，烏克蘭軍隊在頓涅茨克州巴赫穆特鎮附近的南翼推進，並向扎波羅熱州的梅利託波爾和別爾江斯克方向繼續進行激烈的戰鬥，烏軍正在進行空中偵察，以及炮擊俄羅斯陣地。
俄控克里米亞安裝官員表示，防空系統在刻赤附近擊落一枚巡航導彈，克里米亞大橋曾暫停通行。另外，俄羅斯官員表示，2枚導彈在俄羅斯南部與烏克蘭接壤的羅斯托夫地區上空被擊落，據俄羅斯傳媒報道，烏克蘭試圖用導彈襲擊斯摩棱斯克地區的德斯諾戈爾斯克核電站和卡盧加地區的一個軍用機場。 
俄羅斯前總統，現俄羅斯聯邦安全會議副主席梅德韋傑夫表示，如果證實烏克蘭曾襲擊俄羅斯的核電站，俄羅斯應該襲擊烏克蘭的皮夫登諾、裡夫內和赫梅利尼茨基核電站以至其他核設施。
烏克蘭總統澤倫斯基和波蘭總統杜達到訪烏克蘭西北部沃倫州首府盧茨克，參與紀念1943年沃倫大屠殺的受害者。另外华尔街日报援引匿名消息人士的話表示，波兰秘密向乌克兰提供了大约十几架苏联时期生產的米-24攻击直升机。

## 7月10日
烏克蘭當局表示，在過去一天，俄羅斯一共襲擊9個州，包括蘇梅、赫爾松、切爾尼戈夫、哈爾科夫、尼古拉耶夫、第聶伯羅彼得羅夫斯克、盧甘斯克、頓涅茨克和扎波羅熱遭到俄軍攻擊，至少在其中三個州造成4名平民死亡，20人受傷。烏克蘭赫爾松州長表示，俄羅斯軍隊襲擊赫爾松州因熱涅爾涅一棟公寓，造成兩名平民受傷。烏克蘭頓涅茨克州檢察官辦公室表示，俄羅斯炮擊頓涅茨克州阿瓦迪夫卡和戈斯特列，造成2人死亡，3人受傷。烏克蘭蘇梅州軍事管理局表示，俄羅斯軍隊炮擊蘇梅州的八個社區，共發動26次襲擊，至少記錄180起爆炸。
烏克蘭武裝部隊總參謀部表示，自全面入侵以來，俄羅斯在烏克蘭損失234,480名士兵，過去一天俄羅斯部隊估計有440人傷亡，累計損失4085輛坦克、7966輛裝甲戰車、6937輛汽車和油箱、4371個火炮系統、668個多發火箭發射火箭系統、414個防空系統、315架飛機、309架直升機、3686架無人機和18艘船隻。另外，總參謀部表示，過去一週，烏克蘭在南部解放10平方公里，東部4平方公里領土，烏克蘭軍隊向俄佔扎波羅熱梅利託波爾和貝爾迪安斯克推進1公里多，並在巴赫穆特西北約9公里處的杜博沃-瓦西利夫卡和馬林卡鎮附近擊退俄羅斯的襲擊。乌克兰国防部表示，烏方收復巴赫穆特附近的高地。
俄罗斯国防部表示，俄乌冲突爆发以来，在乌克兰共有11675名外国雇佣兵，截至2023年6月30日，有4845名外国雇佣兵被消灭。另外，俄羅斯克里姆林宮發言人表示，總統普京曾在6月29日，即瓦格納武裝叛亂結束後5日，與瓦格納集團領袖普里戈津會面3小時。
烏克蘭戰略工業部長表示，土耳其拜卡公司已經開始在烏克蘭建造工廠，以生產拜拉克塔爾TB2無人機，無人機預計2025年開始生產，在俄羅斯全面入侵之前，基輔和安卡拉簽署在烏克蘭開設工廠的協議。另外，德國武器製造商萊茵金屬執行長表示，將在未來12周內，在烏克蘭西部開設裝甲車工廠，每年可以生產多達400輛新造的KF51黑豹主力戰車。

## 7月11日
烏克蘭當局表示，在過去一天，俄羅斯一共襲擊11個州，包括第聶伯羅彼得羅夫斯克州、頓涅茨克、哈爾科夫、赫爾松、切爾尼戈夫、基輔、盧甘斯克、尼古拉耶夫、敖德薩、蘇梅和扎波羅熱遭到俄軍攻擊，至少造成10人受傷。烏克蘭空軍表示，部隊在過去一天內擊落29架攻擊無人機、5架偵察無人機和1架直升機。另外，烏克蘭空軍表示，俄羅斯從東南方向發射28架無人機，其中26架被擊落，2架無人機擊中敖德薩一個港口設施，導致部分設施起火。烏克蘭內政部表示，首都基輔午夜至凌晨遭到俄軍無人機通宵襲擊，部分建築受損，沒有傷亡報告。烏克蘭赫爾松州州長表示，俄羅斯軍隊對赫爾松市的人道主義總部和五棟住宅樓發動襲擊，造成1人死亡，5人受傷。
烏克蘭武裝部隊總參謀部表示，自全面入侵以來，俄羅斯在烏克蘭損失235,020名士兵，過去一天俄羅斯部隊估計有540人傷亡，累計損失4089輛坦克、7983輛裝甲戰車、6966輛汽車和油箱、4385個火炮系統、672個多發火箭系統、414個防空系統、315架飛機、310架直升機、3693架無人機和18艘船隻。烏克蘭扎波羅熱州官員表示，烏克蘭襲擊俄佔扎波羅熱貝爾迪安斯克一個俄軍軍營，整棟建築被夷為平地。里面有俄方的高级官员。
俄羅斯官方通訊社報道，盧甘斯克一名軍隊官員聲稱，俄羅斯在烏克蘭哈爾科夫州庫皮揚斯克方面取得重大進展，攻佔哈爾科夫地區的東部一些領土。俄罗斯军队方面表示俄方在莱曼附近推进了1.5公里。俄羅斯国防部长绍伊古表示，自6月4日以来乌克兰武装部队在所谓反攻行动中，在各个方向上均未能实现其目标，并损失2.6万余名军人和3000多件军事装备。
烏克蘭情報總局表示，俄羅斯海軍潛艇指揮官，負責針對烏克蘭平民襲擊的海軍軍官斯坦尼斯拉夫於10日在俄羅斯克拉斯諾達爾城市公園慢跑期間，遭一名身份不明的襲擊者用馬卡羅夫手槍連開七槍，當場證實死亡。他被指控于2022年7月发射导弹袭击烏克蘭城市文尼察，當時的襲擊造成23名平民死亡
。
烏克蘭澤倫斯基抵達立陶宛維爾紐斯，準備參加北約峰會。另外澤連斯基表示，收到一些訊息，表明在沒有烏克蘭的情況下正在討論關於邀請烏克蘭加入北約，而不是關於烏克蘭的成員資格，認為沒有為邀請設定時間框架，是荒謬的，更指似乎既沒有準備邀請烏克蘭加入北約，也沒有準備讓烏克蘭成為成員。另外，乌克兰国防部长在北約峰會上，與丹麦、荷兰、比利时、加拿大、卢森堡、挪威、波兰、葡萄牙、罗马尼亚、瑞典和英国等國官員签署备忘录，根據該備忘錄，成立由11个国家组成的联盟，联盟成員國同意共同为乌克兰采购F-16战斗机，并且培訓乌克兰飞行员如何操控戰機。
法國總統埃馬克龍在立陶宛維爾紐斯舉行的北約峰會上表示，法國將向烏克蘭提供約50枚遠端導彈，以支持其正在進行的反攻，但要求烏克蘭不應該用這些導彈襲擊俄本土。另外，法國國防部長在會晤烏克蘭國防部長後表示，法國將再撥款約1.87億美元向烏克蘭提供軍事援助。

## 7月12日
烏克蘭當局表示，在過去一天，俄羅斯一共襲擊10個州，包括第聶伯羅彼得羅夫斯克州、頓涅茨克、哈爾科夫、赫爾松、切爾尼戈夫、切爾卡瑟、盧甘斯克、尼古拉耶夫、蘇梅和扎波羅熱遭到俄軍攻擊，其中在5個州，至少造成2人死亡，12人受傷。烏克蘭空軍表示，午夜至凌晨，軍隊擊落俄羅斯發射的15架無人機中的11架，其中俄羅斯軍隊從庫爾斯克附近向烏克蘭發射部分無人機。烏克蘭扎波羅熱州官員表示，扎波羅熱市遭到俄羅斯無人機襲擊，發生爆炸，造成18人受傷，包括6名兒童。 烏克蘭軍方表示，在總統澤倫斯基會晤北約領袖的數小時前，俄羅斯連續第二晚對基輔及其地區發動無人機襲擊，沒有人員傷亡或重大破壞，所有無人機在擊中目標前被擊落。烏克蘭赫爾松州檢察官辦公室表示，俄羅斯對赫爾松市發動炮擊，造成1人死亡，1人受傷。
烏克蘭武裝部隊總參謀部表示，自全面入侵以來，俄羅斯在烏克蘭損失235,530名士兵，過去一天俄羅斯部隊估計有510人傷亡，累計損失4090輛坦克、7,990輛裝甲戰車、6,978輛汽車和油箱、4,402個火炮系統、674個多發火箭發射系統、415個防空系統、315架飛機、310架直升機、3,726架無人機和18艘船隻。自6月开始反攻以来烏克蘭已夺回162平方公里的领土。战争研究所則估计烏克蘭已收復253平方公里的領土，而且俄罗斯自2023年年初以来佔領了烏克蘭282平方公里的領土。烏克蘭國防部副部長表示，烏克蘭軍方已經向巴赫穆特的南側推進，並鞏固新奪回的陣地。
俄羅斯國防部表示，僱傭兵組織瓦格納集團已經完成向國防部交還2000多件軍事裝備，包括數百件重型武器，如T-90、T-80和T72B3坦克、多管火箭發射系統、防空系統，以及2500噸彈藥和2萬件小武器。
烏克蘭總統澤連斯基在社交平台上表示，分別會見德國總理、加拿大首相以及英國首相等多國領袖，其中澤連斯基表示，德國將提供愛國者系統和導彈以及價值7.7亿美元的援助计划、加拿大提供裝甲車以及價值5.41亿加元的軍事援助、澳洲則向烏克蘭提供30輛大毒蛇機動步兵車等。另外，總統澤連斯基表示，希望烏克蘭在2024年華盛頓北約峰會之前在對俄羅斯的全面戰爭中取得勝利。烏克蘭國防部長則表示，與瑞典簽署兩項關於國防採購和情報交流的協議。
七大工業國集團在北約成員國會議上宣布一項國際框架，承諾為烏克蘭提供長期安全保障，以加強其防衞能力對抗俄羅斯的入侵，另外七大工業國集團以及歐盟領導人在峰會結束前發表聯合聲明，承諾為烏克蘭提供海陸空現代軍事裝備，亦會訓練烏軍、共享情報和提供網絡防禦援助等，而烏克蘭則承諾實施改革，包括司法和經濟改革以及提高透明度等。
挪威政府表示，將向烏克蘭提供2套挪威先進地對空導彈系統。另外，挪威國防部長表示，挪威將向烏克蘭提供1000架黑大黃蜂無人機。
羅馬尼亞、荷蘭國防部長和丹麥代理國防部長聯同烏克蘭國防部長一同宣布，8月起，乌克兰飞行员将前往罗马尼亚接受F-16战斗机培训。
英国将向乌克兰提供價值6500万美元的军事援助，包括坦克、子彈和裝甲車等，另外英国国防大臣華禮仕在北約會議上就烏克蘭要求加入北約一事表示，英國與其盟友不是電子購物平台亚马逊，烏克蘭應該就西方提供的軍援感恩。就此，烏克蘭總統泽连斯基在回答記者提問時表示，不太明白英國國防大臣言論，烏克蘭一直很感谢英国，而他不知道该怎么表达自己的感激之情，他可以早上起床，然后亲自向大臣表达烏克蘭的感激之情，烏克蘭國防部長亦即場表達謝意，澤連斯基亦要求國防部長馬上致電對方表達謝意。英国首相苏纳克則表示，泽连斯基和乌克兰人民都非常感激英國的。

## 7月13日
烏克蘭當局表示，在過去一天，俄羅斯一共襲擊9個州，包括蘇梅、赫爾松、切爾尼戈夫、哈爾科夫、尼古拉耶夫、第聶伯羅彼得羅夫斯克、盧甘斯克、頓涅茨克和扎波羅熱遭到俄軍攻擊，其中在5個州，至少造成2人死亡，37人受傷。烏克蘭赫爾松州州長表示，俄羅斯軍隊炮擊赫爾松州米基利斯凱，造成一名平民死亡。 烏克蘭空軍表示，防空部隊在午夜至凌晨擊落俄羅斯發射的20架，無人機，俄羅斯亦發射兩枚巡航導彈和一枚伊斯坎德爾-M彈道導彈，其中烏軍擊落巡航導彈，首都基輔市軍事管理局表示，大約十幾架無人機在基輔領空被擊落，至少造成4人受傷，尼古拉耶夫州州長則表示，一枚巡航導彈和四架無人機在尼古拉耶夫州領空被擊落，沒有人員傷亡，第聶伯羅彼得羅夫斯克州州長亦表示，一架無人機在第聶伯羅彼得羅夫斯克州上空被擊落，沒有人員傷亡或損失。烏克蘭扎波羅熱州地區政府表示，俄羅斯軍隊襲擊扎波羅熱州奧裡希夫鎮，造成一名平民死亡，一名平民受傷，另外扎波羅邦軍事管理局表示，俄羅斯襲擊胡利艾波萊附近的村落，造成一名平民受傷，以及襲擊馬洛卡特里尼夫卡一家企業，造成兩人受傷。烏克蘭總檢察長辦公室表示，俄羅斯炮擊蘇梅州北部波皮夫卡，導致一名平民死亡。
烏克蘭武裝部隊總參謀部表示，自全面入侵以來，俄羅斯在烏克蘭損失236,040名士兵，過去一天俄羅斯部隊估計有510人傷亡，累計損失4,092輛坦克、7,999輛裝甲戰車、6,995輛汽車和油箱、4,425個火炮系統、678個多發火箭系統、421個防空系統、315架飛機、310架直升機、3,752架無人機和18艘船隻。烏克蘭塔夫里亞軍事指揮官表示，烏克蘭已經收到美國最新援助計劃的集束彈藥。
俄羅斯總統普京表示，俄羅斯只有在所有承諾得到兌現後，才會延續容許烏克蘭在戰事期間繼續輸出穀物等的黑海糧食協議。另外，路透社報道，聯合國秘書長古特雷斯向俄羅斯總統普京提議，用延長黑海糧食協議，換取將俄羅斯認可銀行的子公司與SWIFT國際支付系統重新連接。
德國政府宣佈，向烏克蘭提供新一批軍事援助計劃，包括6架獵豹式防空砲車、以及2萬多發40毫米彈藥、3000多發155毫米彈藥和1184發155毫米煙霧彈藥和Iris-T Slm防空系統。
歐洲議會通過《支援彈藥生產法》，以增加歐盟的彈藥和飛彈產量，以解決烏克蘭的短缺問題，法案將撥款5.6億美元，提高彈藥和導彈的生產能力，並加快向烏克蘭軍方交付。
烏克蘭總理表示，歐洲投資銀行和歐盟成員國為烏克蘭重建提供超過4.49億美元。
國際奧委會宣布，不會向俄羅斯和白俄羅斯奧運代表隊發出2024年巴黎奧運會的正式邀請，大約203個符合條件的奧林匹克委員會將於7月26日收到參加巴黎奧運會的邀請，但俄羅斯和白俄羅斯除外，因為它們對烏克蘭發動武裝侵略。但兩國運動員可以以個人身份參加奧運會。
西班牙表示該國將向乌克兰边防局提供一系列援助，例如邀請該機構的成員前往西班牙培训、向該機構提供流动医院和醫療急救車。

## 7月14日
烏克蘭當局表示，在過去一天，俄羅斯一共襲擊10個州，包括第聶伯羅彼得羅夫斯克州、頓涅茨克、赫爾松州、蘇梅州、扎波羅熱州、切爾尼戈夫州、哈爾科夫州、盧甘斯克州、尼古拉耶夫州和敖德薩州遭到俄軍攻擊，至少造成4人死亡，10人受傷。烏克蘭空軍表示，軍隊在午夜至凌晨擊落23架無人機，包括16架伊朗制無人機，1架偵察飛行器和6架作戰戰術無人機，第聶伯羅彼得羅夫斯克州州長表示，一群無人機襲擊第聶伯羅彼得羅夫斯克州，6架被擊落，其餘擊中克里維里赫的幾棟建築，造成1名平民受傷。烏克蘭國家廣播公司報道，北部切爾尼戈夫地區，三個邊境社區遭到炮擊，沒有傷亡報告。烏克蘭蘇梅州軍事管理局表示，俄羅斯軍隊炮擊蘇梅州，向邊境沿線8個社區開火，造成110起爆炸，沒有報告造成任何平民傷亡。
烏克蘭武裝部隊總參謀部表示，自全面入侵以來，俄羅斯在烏克蘭損失236,590名士兵，過去一天俄羅斯部隊有550人傷亡，累計損失4,097輛坦克、8,008輛裝甲戰車、7,019輛汽車和燃料箱、4,449個火炮系統、680個多發火箭系統、423個防空系統、315架飛機、310架直升機、3,783架無人機和18艘船隻。烏克蘭武裝部隊總參謀部發言人表示，烏克蘭軍隊繼續在巴赫穆特以南的比拉霍拉-安德里耶夫卡區推進，並且擊退俄羅斯在庫皮安斯克、萊曼、阿夫迪耶夫卡和馬裡因卡方向推進的企圖。烏克蘭國民警衛隊表示，烏克蘭軍隊在一週內向梅利託波爾方向推進1700多米。
烏克蘭總統澤連斯基表示，烏克蘭人必須明白，俄羅斯正在部署一切可能的資源來阻止基輔的部隊往東部和南部推進，另外烏克蘭總統辦公室主任表示，反攻戰鬥艱難，進展緩慢，但在俄羅斯從烏克蘭撤軍之前，基輔不會與俄羅斯談判。烏克蘭總統參謀長表示，雖然俄羅斯經常威脅使用核武器來阻止烏克蘭正在進行的反攻，但目前使用機會不大。
俄佔扎波羅熱官員表示，烏克蘭向梅利託波爾和别爾江斯克發射2枚暴風影導彈，全數被俄羅斯防空系統擊落，沒有人員傷亡。俄羅斯庫爾斯克地區官員表示，烏克蘭無人機襲擊庫爾恰託夫一棟住宅，當地設有庫爾斯克核電站，因此俄羅斯官員指責西方支援「核恐怖主義」。俄羅斯鄰近烏克蘭邊境的貝爾哥羅德市一個住宅區發生汽車爆炸，造成三人受傷。俄羅斯沃羅涅日地區官員表示，擊落三架烏克蘭無人機，沒有人受傷。
美國非營利智庫戰爭研究所表示，截至7月13日，烏克蘭部隊繼續反攻行動，並在至少三個前線地區取得進展，包括扎波羅熱州西部和巴赫穆特周圍地區。
美聯社採訪曾接觸俄羅斯監獄的個人，包括20名前被拘留者、前戰俘、被拘留平民家屬和烏克蘭情報官員，發現4000多名烏克蘭平民被拘留在俄羅斯及其佔領領土的正規和非正規監獄中，其中大部分人沒有受到任何指控，但遭受心理虐待、酷刑甚至奴隸勞動，而烏克蘭政府則表示，大約1萬名平民可能被拘留中，報道中提及，拘留者遭受的酷刑包括反覆電擊、打碎頭骨和肋骨骨折，模擬窒息或為俄羅斯士兵挖掘戰壕和亂葬坑的奴隸勞動。此外，美聯社獲得的一份政府檔案表明，俄羅斯計劃在2026年前，在被佔領的烏克蘭領土上，建造25個新監獄和6個新拘留中心。
烏克蘭情報局局長表示，根據情報資料，白俄羅斯沒有入侵的威脅。烏克蘭國家邊防局發言人則表示，作為最新軍事輪調的一部分，俄羅斯從白俄羅斯撤出幾乎所有的部隊。
美國國防部表示，僱傭兵組織瓦格納集團不再參與扮演烏克蘭作戰行動的「任何重要角色」。僱傭兵組織瓦格納集團成員則表示，成員正在白俄羅斯阿西波維奇附近的一個營地訓練白俄羅斯軍隊。
烏克蘭國家安全局表示，一名男子被法院判處10年監禁，該名男子承認與俄羅斯密謀炸燬運輸基礎設施以擾亂外國武器供應。烏克蘭臨時被佔領土重返社會部表示，烏克蘭設法從被佔領土尋回62名陣亡的烏克蘭士兵的屍體，其中四人因受傷、疾病和醫療不足而死於俄羅斯的囚禁。
黑海糧食協議將於7月17日到期，俄羅斯方面曾多次表明到期後退出，土耳其總統埃爾多安表示，與俄羅斯總統弗拉基米爾·普京達成共識，即應延長協議。其後，俄羅斯克里姆林宮發言人表示，俄羅斯沒有就同意延長黑海穀物倡議發表任何評論。
彭博社發表文章，分析俄烏雙方坦克擁有情況，其中，俄烏雙方坦克數量几乎持平，乌克兰拥有约1,500辆坦克，而俄罗斯拥有1,400辆坦克，當中俄罗斯主要是苏联時代坦克，而乌克兰方面主要是西方國家生產的坦克。
俄羅斯總統普京表示，曾經向僱傭兵組織瓦格納集團提供多條出路，包括由過去多個月擔任實際指揮的人物，繼續領導該集團，瓦格納集團仍然是一個整體。普京表示，當時多數人點頭表示贊同，只有創辦人普里戈任不贊成。
韩国总统顾问表示，韓国将向烏克蘭提供520亿美元用於重建，其中包括因卡霍夫卡水壩被毁而受影响的水利基础设施。

## 7月15日
烏克蘭當局表示，在過去一天，俄羅斯一共襲擊9個州，包括第聶伯羅彼得羅夫斯克州、頓涅茨克、赫爾松州、蘇梅州、扎波羅熱州、切爾尼戈夫州、哈爾科夫州、盧甘斯克州、尼古拉耶夫州遭到俄軍攻擊，105個定居點和25個基礎設施遇襲。烏克蘭軍方南方行動司令部表示，俄羅斯午夜至凌晨向尼古拉耶夫州和扎波羅伊扎州發射伊朗製無人機，其中烏克蘭防空部隊擊落三架襲擊尼古拉耶夫州無人機，烏克蘭空軍則表示，一夜之間從南面擊落6架無人機。烏克蘭扎波羅熱州州長表示，俄羅斯軍隊使用無人機先後2次襲擊扎波羅熱市郊區，造成1人受傷，亦對扎波羅熱州前線城鎮和村莊進行45次炮擊。烏克蘭赫爾松州州長表示，俄軍在過去一天先後襲擊包括赫爾松市在內的城鎮70次，沒有傷亡報告，另外，赫爾松州州長表示一名嘗試自行炮彈而死亡烏克蘭哈爾科夫州州長表示，俄羅斯炮擊東北部俄羅斯邊境附近的一個村莊，造成1名平民死亡，1名平民受傷。烏克蘭總統辦公室表示，俄羅斯軍隊使用BM-21火箭炮襲擊扎波羅熱州斯泰普諾希爾斯克，造成三人受傷。烏克蘭蘇梅州軍事管理局表示，俄羅斯軍隊炮擊蘇梅州8個社群，合共發動16次襲擊，導致至少137次爆炸。
烏克蘭武裝部隊總參謀部表示，自全面入侵以來，俄羅斯在烏克蘭損失237,180名士兵，過去一天俄羅斯部隊有590人傷亡，累計損失4102輛坦克、8019輛裝甲戰車、7036輛汽車和燃料箱、4463個火炮系統、680個多發火箭系統、425個防空系統、315架飛機、310架直升機、3807架無人機和18艘船隻。烏克蘭軍方表示，使用海馬斯導彈摧毀俄羅斯S-400導彈系統，該系統用於6月對克拉馬託爾斯克發動襲擊，造成13人死亡，其中包括3名兒童。
烏克蘭總檢察長表示，截至7月15日，烏克蘭法院裁定53名俄羅斯國民犯下戰爭罪，300多名已確認身份的俄羅斯人懷疑犯下戰爭罪，200名嫌疑人已經被指控，證據已提交給法院。另外，烏克蘭總檢察長辦公室表示，自全面入侵以來，已有超過95,000起戰爭罪行被記錄在案。
俄羅斯聯邦安全局表示，成功挫敗由烏克蘭資助殺害兩名俄羅斯記者（克谢尼娅·索布恰克、玛格丽塔·西蒙尼扬）的陰謀。而俄羅斯一家法院批准逮捕俄羅斯納粹極端主義組織國家社會主義/白人權力小組（NS/WP）七名成員，涉嫌策劃暗殺俄羅斯國營電視台RT總編輯瑪格麗塔·西蒙尼揚和俄羅斯真人秀節目製作人克謝尼婭·索布恰克，被捕的七人中，有四人未成年。但俄羅斯獨立媒體《內幕》報道，被拘捕人士在官方拘留前一天遭受酷刑，並被迫提供虛假證詞。
英國國防部表示，過去一年，英國根據Interflex行動培訓計劃培訓18,000名烏克蘭志願步兵。
韓國總統尹錫悅到訪基輔，是自俄羅斯入侵烏克蘭以來首次，並會見烏克蘭總統澤連斯基，宣布將對烏克蘭的援助增加到1.5億美元，並且尹錫悅承诺會向烏克蘭提供排雷设备和救护车，并宣布韩国将加入北约乌克兰信托基金。其後尹錫悅到訪基輔州布查鎮和伊爾平鎮向大屠殺死難者致哀。
塞爾維亞政府同意向烏克蘭提供人道主義援助，以幫助烏克蘭解決卡霍夫卡大壩潰堤造成的人道主義危機，援助包括藥物等。
根據纽约时报的一篇報道，在2023年乌克兰反攻开始时，乌克兰的装备损失率达20%，这迫使乌克兰改变战术，此後烏克蘭主要对俄军阵地發動炮击和导弹攻擊，因此烏軍的裝備损失率降至10%。

## 7月16日
烏克蘭當局表示，在過去一天，俄羅斯一共襲擊9個州，包括聶伯城州、頓內次克州、赫爾松州、蘇梅州、扎波羅熱州、切爾尼戈夫州、哈爾科夫州、盧甘斯克州、尼古拉耶夫州遭到俄軍攻擊，103個定居點和73個基礎設施遇襲。烏克蘭扎波羅熱市長表示，俄羅斯軍隊午夜至凌晨炮擊扎波羅熱，導致部分地區停電，造成一人受傷。烏克蘭蘇梅地區軍事管理局表示，一架俄羅斯無人機在蘇梅上空被烏克蘭防空部隊擊落。烏克蘭赫爾松州軍事管理局表示，兩名8歲和10歲的男孩在特里福尼夫卡懷疑被地雷和其他物體炸傷，另外赫爾松州軍事管理局表示，俄羅斯軍隊炮擊赫爾松州，造成兩人受傷。此外，烏克蘭總檢察長辦公室表示，俄羅斯軍隊用兩枚制導式空投彈襲擊赫爾松州，造成一名婦女死亡。烏克蘭哈爾科夫州長表示，俄羅斯炮擊當地，造成一名平民死亡，一名平民受傷，另外烏克蘭總檢察長辦公室表示，俄羅斯軍隊用兩枚S-300導彈襲擊哈爾科夫，造成一名平民死亡，三人受傷。烏克蘭扎波羅熱州長表示，俄羅斯炮擊一個村莊，造成7人受傷。烏克蘭武裝部隊總參謀部在16日晚間表示，俄羅斯軍隊在過去一天中進行6次導彈襲擊和38次空襲，轟炸約30個地點，當中包括蘇梅州、赫爾松州、扎波羅熱州、哈爾科夫州、盧甘斯克州和頓涅茨克州。
烏克蘭武裝部隊總參謀部表示，自全面入侵以來，俄羅斯在烏克蘭損失237,680名士兵，過去一天俄羅斯部隊有500人傷亡，累計損失4107輛坦克、8026輛裝甲戰車、7044輛汽車和燃料箱、4481個火炮系統、681個多發火箭系統、425個防空系統、315架飛機、310架直升機、3820架無人機和18艘船隻。烏克蘭國防部副部長表示，東部前線沿線的局勢已經升級，烏克蘭軍隊逐漸向巴赫穆特方向推進，但在庫皮安斯克方向附近處於防禦階段。烏軍發言人表示，烏克蘭軍隊已向別爾江斯克方向推進一公里多，進入俄羅斯軍隊的防線內。烏克蘭軍方表示，俄羅斯軍隊繼續將軍事力量集中在烏克蘭東部，在庫皮安斯克、萊曼、巴赫穆特、阿夫迪伊夫卡和馬林卡附近發生了20次軍事交戰，在扎波羅熱州的梅利託波爾和別爾江斯克方向烏軍襲擊俄羅斯軍隊，烏克蘭空軍亦襲擊俄羅斯陣地15次。
盧甘斯克、别爾江斯克和馬里烏波爾等俄佔城市發生爆炸。俄控克里米亞官員表示，在克里米亞上空擊落10架烏克蘭無人機。俄羅斯別爾哥羅德地區州長表示，烏克蘭軍隊用BM-21火箭炮炮擊烏克蘭邊境附近的謝貝基諾，造成1人死亡。俄羅斯媒體報道，俄羅斯布良斯克市一家非職能軍事醫院遭到無人機襲擊後起火。
俄羅斯總統普京表示，俄羅斯擁有充足的集束彈儲備，如果對在烏克蘭的俄羅斯軍隊使用此類彈藥，莫斯科保留使用這些炸彈的權利。另外，普京表示，旨在奪回領土的烏克蘭反攻沒有成功，突破俄羅斯防禦的嘗試亦失敗。此外，普京簽署法令充公法國食品生產商達能的俄羅斯子公司股份以及啤酒公司嘉士伯在當地一家釀酒廠的股份，兩家公司均在俄羅斯入侵烏克蘭後，撤出俄羅斯或出售在俄業務。
英國國防大臣華萊士收回早前在北約峰會上的言論，即烏克蘭應該對其獲得的軍事支援表示「感激」，稱有關言論遭到歪曲。
烏克蘭總統常駐克里米亞自治共和國代表表示，在克里米亞半島解放前沒有離開的50萬至80萬俄羅斯公民，解放後烏克蘭政府將會強制驅逐他們，又指基輔可能控告與俄羅斯佔領當局合作的約1萬名烏克蘭籍克里米亞居民。
黑海粮食倡议将于7月17日到期，最后一艘運粮船駛离敖德萨。

## 7月17日
烏克蘭當局表示，在過去一天，俄羅斯一共襲擊9個州，包括頓涅茨克州、哈爾科夫州、赫爾松州、蘇梅州、切爾尼戈夫州、第聶伯羅彼得羅夫斯克州、尼古拉耶夫州、盧甘斯克州和扎波羅熱州遭到俄軍攻擊，造成至少2人死亡，19人受傷。烏克蘭國家警察局表示，俄羅斯炮擊北部蘇梅地區靠近俄羅斯邊境的比洛皮利亞市造成2人死亡，10人受傷。
烏克蘭武裝部隊總參謀部表示，自全面入侵以來，俄羅斯在烏克蘭損失238,300名士兵，過去一天俄羅斯部隊有620人傷亡，累計損失4115輛坦克、8034輛裝甲戰車、7059輛汽車和燃料箱、4504個火炮系統、685個多發火箭系統、428個防空系統、315架飛機、310架直升機、3828架無人機和18艘船隻。烏克蘭國防部副部長表示，過去一週，烏克蘭軍隊解放巴赫穆特方向7平方公里領土和南部10.9平方公里領土，自6月以来夺回的领土总面积增至210平方公里。烏克蘭東部軍事指揮部發言人表示，俄羅斯正在將「10多萬名人員、900多輛坦克、555多個火炮系統、370多個多管火箭系統」集中在萊曼-庫皮安斯克戰線。
俄羅斯傳媒報道，克里米亞大橋先後在凌晨3點04分和3點20分發生爆炸，導致大橋其中一段被炸毀，造成2死1傷。俄佔克里米亞首腦阿克肖諾夫宣佈該橋因「緊急狀況」需要封閉。俄羅斯交通部表示，橋面道路損毀，橋躉則未有受損，俄羅斯反恐部門則表示，烏克蘭特工凌晨利用無人艇發動攻擊，俄羅斯外交部表示，幕後有美英情報機關和政客參與。俄羅斯總統普京表示，已經要求國防部就克里米亞大橋遇襲向烏克蘭作出迴應。但烏克蘭南方行動司令部發言人則表示，克里米亞大橋上的爆炸可能是俄羅斯計劃挑釁，因為俄羅斯不願意續簽黑海糧食倡議。
俄羅斯軍方證實，一架俄羅斯蘇-25攻擊機在一次訓練飛行中墜毀在亞速海。俄羅斯外交部發言人表示，莫斯科已通知土耳其、烏克蘭和聯合國拒絕延長黑海糧食協議，協議不再有效，俄方拒絕的原因是俄羅斯的要求沒有得到滿足。
聯合國秘書長古特雷斯發表聲明表示，對俄羅斯聯邦決定退出黑海糧食協議「深感遺憾」，並表示面臨全球生活成本危機的數億人「將付出代價」。另外，聯合國政治和建設和平事務部副秘書長在聯合國安理會會議上表示，自2022年2月俄羅斯全面入侵烏克蘭以來，已有9287名平民喪生，16384人受傷，其中大部分是俄羅斯軍隊引致，當中包括537名兒童死亡，1117名兒童受傷。
英国对包括俄罗斯教育部部長在內的14名俄罗斯人实施制裁，原因是他们将乌克兰儿童强制驱逐到俄罗斯。

## 7月18日
烏克蘭當局表示，在過去一天，俄羅斯一共襲擊10個州，包括頓涅茨克、哈爾科夫、赫爾松、敖德薩、蘇梅、扎波羅熱、切爾尼戈夫、第聶伯羅彼得羅夫斯克、盧甘斯克和尼古拉耶夫等州遭到俄軍攻擊，造成至少6人死亡，25人受傷。烏克蘭軍隊表示，擊落36架無人機中的31架和所有6枚巡航導彈，以及1架偵察無人機。烏克蘭哈爾科夫州軍事管理部門表示，俄羅斯軍隊炮擊哈爾科夫州德沃里奇納，造成1死1傷。烏克蘭頓涅茨克州檢察官辦公室表示，俄羅斯軍隊炮擊頓涅茨克州一個村莊，造成五人受傷，包括兩名兒童。烏克蘭蘇梅州軍事管理局表示，俄羅斯軍隊對蘇梅州發動9次迫擊炮襲擊，導致至少53次爆炸。
烏克蘭南方行動司令部表示，俄羅斯軍隊在午夜至凌晨之間對敖德薩、尼古拉耶夫和赫爾松州發動無人機襲擊，其中向敖德薩州發射6枚巡航導彈和大量無人機，所有導彈和21架無人機被擊落，但碎片和爆炸波造成的破壞，至少造成一名居民受傷，在尼古拉耶夫州上空則擊落4架無人機。烏克蘭空軍警告，赫爾松、扎波羅熱、頓涅茨克和第聶伯羅彼得羅夫斯克地區可能會遭遇無人機襲擊，波爾塔瓦、切爾卡瑟、第聶伯羅彼得羅夫斯克、哈爾科夫和基洛沃赫拉德可能會遭遇彈道導彈襲擊。俄羅斯克里姆林宮發言人則表示，俄羅斯對烏克蘭敖德薩的導彈襲擊是對破壞克里米亞大橋的報復。俄羅斯國防部則表示，對烏克蘭的兩個港口城市進行通宵大規模報復襲擊，歸咎是基輔破壞克里米亞大橋所引致。
烏克蘭武裝部隊總參謀部表示，自全面入侵以來，俄羅斯在烏克蘭損失239,010名士兵，過去一天俄羅斯部隊有710人傷亡，累計損失4,119輛坦克、8,051輛裝甲戰車、7,086輛汽車和燃料箱、4,542個火炮系統、689個多發火箭系統、428個防空系統、315架飛機、310架直升機、3,839架無人機和18艘船隻。烏克蘭武裝部隊總參謀部發言人表示，烏克蘭軍隊在南部前線扎波羅熱州小托克馬奇卡至新波克羅夫卡和頓涅茨克大諾沃西爾卡至烏羅扎因方向推進，並正在鞏固新佔的陣地，在頓涅茨克州巴赫穆特以北和以南進行進攻，而俄羅斯軍隊正集中在庫皮扬斯克方向。
俄佔扎波羅熱官員表示，被佔領的梅利託波爾發生巨大爆炸。俄控克里米亞官員表示，在午夜至凌晨之間，在克里米亞半島上空擊落28架無人機。
俄羅斯聯邦安全部門表示，在莫斯科北部的雅羅斯拉夫爾地區拘留一名涉嫌準備恐怖襲擊的婦女，涉嫌根據烏克蘭特勤局的指示，收集並傳輸雅羅斯拉夫爾地區一個關鍵基礎設施的資訊。俄羅斯國家塔斯社表示，俄罗斯军队向库皮扬斯克方向推进了2公里，但乌克兰一位上校对此予以否认。
烏克蘭總統辦公室負責人表示，在尼古拉耶夫上空擊落的一架伊朗製俄羅斯無人機的發動機化油器上清晰看見「愛爾蘭製造」的字樣，反映現時對俄制裁有漏洞，呼籲實施新的制裁並加強控制。烏克蘭國家安全局表示，已經對俄羅斯國營電視台RT主持人安東·克拉索夫斯基提起刑事訴訟，指控他曾呼籲謀殺烏克蘭兒童，進行種族滅絕，克拉索夫斯基曾在公開節目中，呼籲浸死和燒死烏克蘭兒童。另外，烏克蘭總理表示，烏克蘭政府批准一份卡霍夫卡水力發電站重建專案的決議，並分兩個階段進行，預計需時持續兩年，工程將在奪回水電站所在領土後開始。
比利時、荷蘭和盧森堡國防部長發表聯合宣告，宣佈向烏克蘭提供翻新的M113裝甲車。另外，立陶宛國防部宣佈，立陶宛正在組建聯盟，以協助烏克蘭進行排雷工作。
歐洲議會於呼籲國際刑事法院對白俄羅斯總統盧卡申科發出逮捕令，強調盧卡申科政權下的白俄羅斯對針對烏克蘭犯下的罪行負有責任，特別是驅逐烏克蘭兒童，此前國際刑事法院已經對俄羅斯總統普京和俄羅斯兒童權利專員發出逮捕令。
南非總統拉馬福薩向當地法院表示，俄羅斯明確表示，在金磚國家峰會時，逮捕俄羅斯現任總統，相當於向俄羅斯宣戰。當地反對黨入稟法院，要求當地政府在普京出席金磚國家峰會時，按國際刑事法院逮捕令逮捕普京。
歐洲人權法院駁回俄羅斯在2021年向烏克蘭提出的索賠，當中俄羅斯政府指控烏克蘭自2014年以來違反《歐洲人權公約》，侵犯人權，對俄語施加限制，並造成MH17客機災難等。

## 7月19日

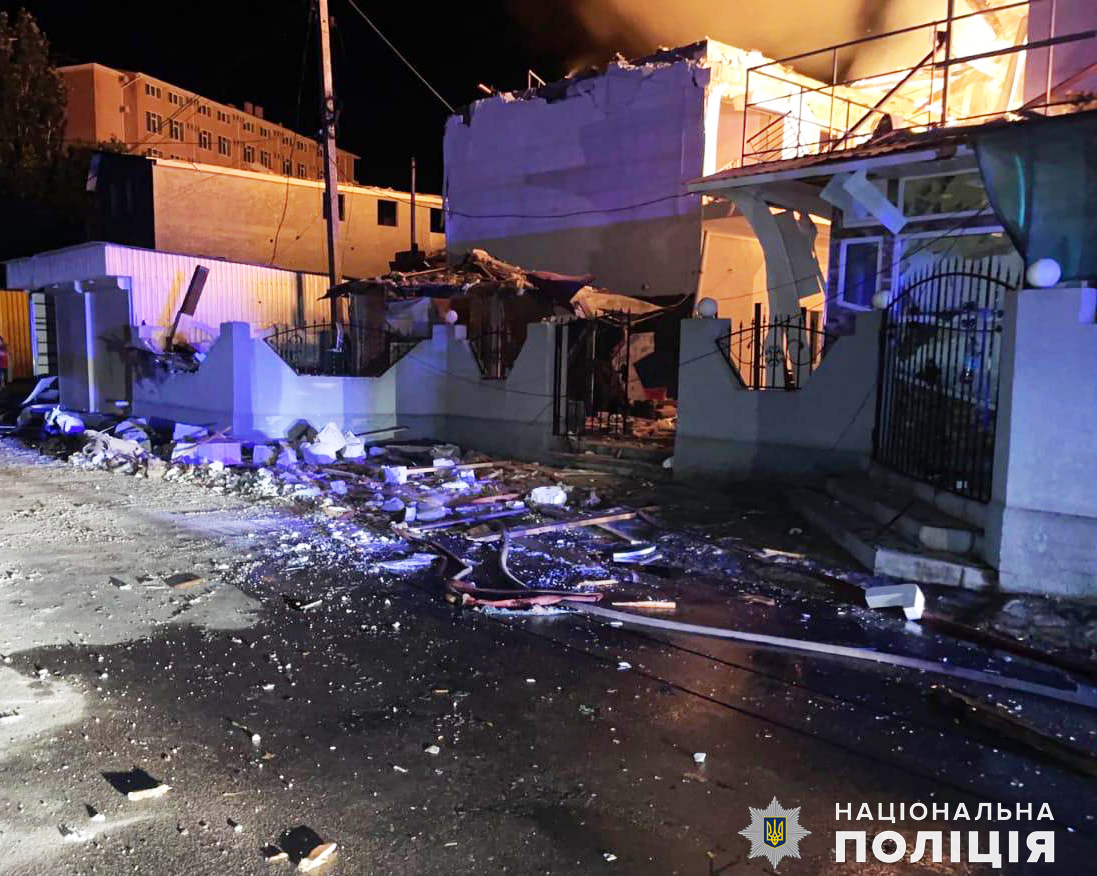
尼古拉耶夫州遭俄軍襲擊

烏克蘭當局表示，在過去一天，俄羅斯一共襲擊14個州，包括頓涅茨克、哈爾科夫、赫爾松、尼古拉耶夫、敖德薩、切爾尼戈夫、第聶伯羅彼得羅夫斯克、基輔、基洛沃赫拉德、盧甘斯克、蘇梅、扎波羅熱、蘇梅和日託米爾等州遭到俄軍攻擊，造成至少1人死亡，19人受傷。烏克蘭當局表示，俄羅斯軍隊使用伊朗製無人機襲擊基輔，防空系統擊落所有俄羅斯無人機。烏克蘭空軍表示，俄羅斯發射16枚口徑巡航導彈、8枚Kh-22巡航導彈、6枚縞瑪瑙巡航導彈、1枚制導空中Kh-59導彈，以及32架無人機，烏克蘭部隊擊落13枚口徑巡航導彈、1枚制導Kh-59巡航導彈和23架無人機。烏克蘭敖德薩州長表示，俄羅斯對烏克蘭敖德薩發動第二晚大規模襲擊，尼古拉耶夫州長則表示，在俄羅斯襲擊後，沿海地區基礎設施被摧毀，至少兩人受傷。
烏克蘭武裝部隊總參謀部表示，自全面入侵以來，俄羅斯在烏克蘭損失239,480名士兵，過去一天俄羅斯部隊有470人傷亡，累計損失4,123輛坦克、8,059輛裝甲戰車、7,105輛汽車和燃料罐、4,573個火炮系統、689個多發火箭發射系統、430個防空系統、315架飛機、310架直升機、3,885架無人機和18艘船隻。總參謀部發言人表示，在反攻行動中，俄羅斯軍隊在巴赫穆特西北部的奧里霍沃-瓦西利夫卡附近陣地撤退，烏克蘭軍隊在推進方面取得部分成功，並鞏固新的陣地，並正在巴赫穆特市北部和南部開展進攻行動，俄羅斯正在部署其儲備，但損失慘重。乌克兰官员表示，成功在克里米亚半岛执行攻击任務。
俄佔克里米亞官員表示，被佔領的克里米亞半島吉羅夫斯奇的一個軍事設施爆發火災，塔夫里達高速公路封閉，目前計劃暫時撤離吉羅夫斯奇區軍事用地周邊4個地方的居民，人數超過2000人。
俄羅斯國防部表示，20日開始所有前往黑海烏克蘭港口的船隻將被視為軍事裝備承運人，俄羅斯會對這些船隻發動攻擊。另外俄國防部表示，其部隊已經佔領烏克蘭哈爾科夫東北部地區的莫夫恰諾夫火車站。
英國國防部表示，第聶伯羅河下游的戰鬥升級，使俄羅斯陷入是否從扎波羅熱州重新部署部隊的困境，在第聶伯羅河左岸被摧毀的安東尼夫斯基大橋附近烏克蘭控制的一個灘頭堡正在進行激烈的交戰，烏克蘭使用攻擊無人機摧毀幾艘俄羅斯船隻。
烏克蘭農業部長表示，俄羅斯對敖德薩州港口基礎設施的襲擊摧毀6萬噸糧食，形容是針對整個世界的恐怖主義行為。乌克兰总统泽连斯基表示，被摧毀的這六万吨农产品原本要運往中國。
南非總統辦公室表示，根據雙方協議，俄羅斯總統普京將不會出席即將舉行的金磚國家峰會，改由外交部長拉夫羅夫代表，解決關於國際刑事法院就驅逐烏克蘭兒童對普京發出逮捕令對南非造成的問題。
美國宣佈為烏克蘭提供額外的安全援助，總額約為13億美元，計劃包括防空系統和彈藥。美国国际开发署負責人在访问敖德萨时承诺向烏克蘭提供2.5亿美元。 
愛爾蘭總理李歐·瓦拉德卡抵達烏克蘭進行國事訪問，並到訪布查鎮，及後會見烏克蘭總統澤連斯基，並宣佈向烏克蘭提供560萬美元的人道主義援助。
白俄羅斯紅十字會會長紹楚表示，該會與白俄政府關聯的慈善機構，正合作將俄佔區的烏克蘭兒童擅自轉移至白俄羅斯。及後，烏克蘭外長及红十字会与红新月会国际联合会方面先後表示反對，而烏方更呼籲國際刑事法院向白紅會長發出拘捕令。

## 7月20日

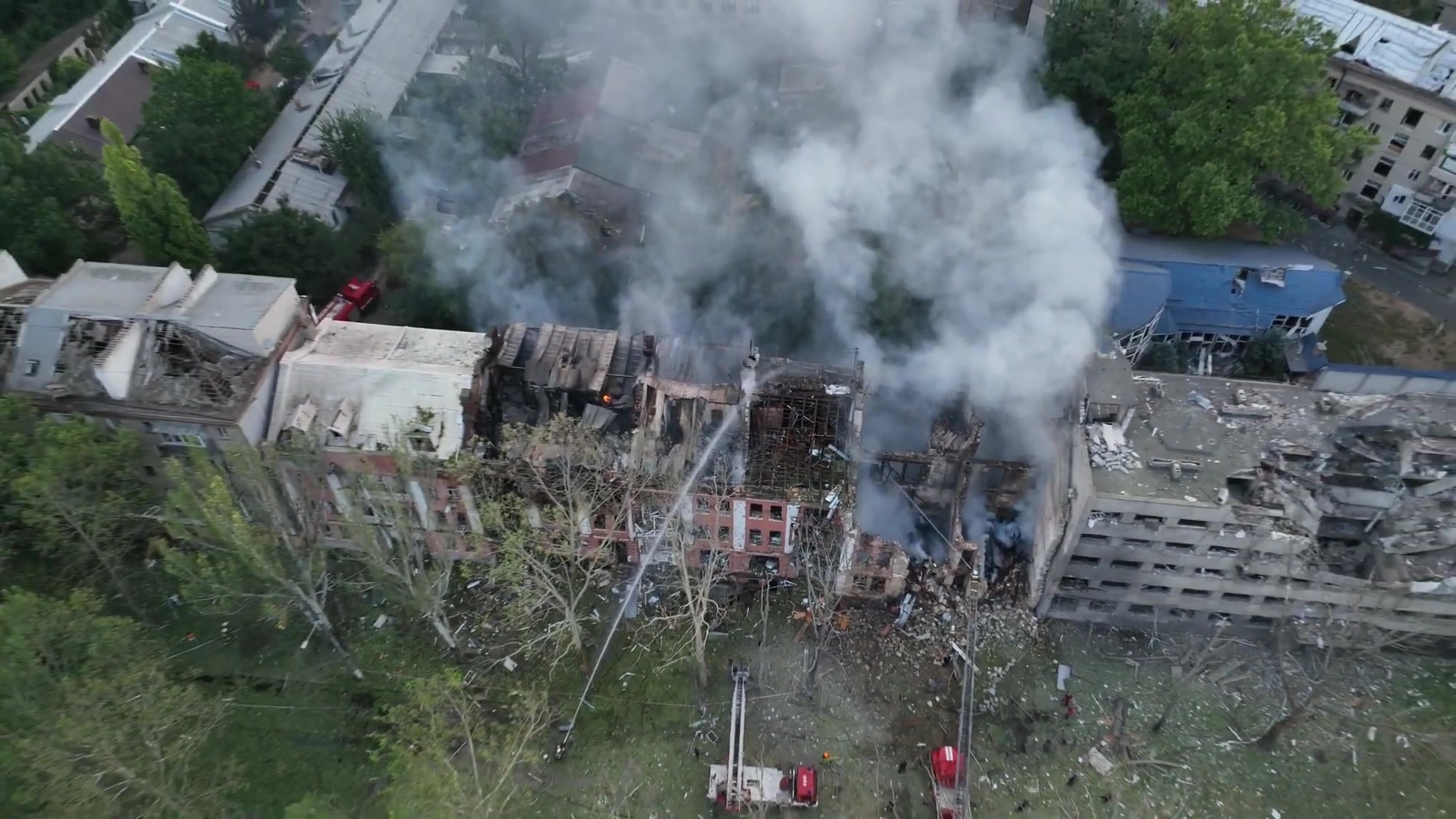
俄羅斯軍隊襲擊後的尼古拉耶夫

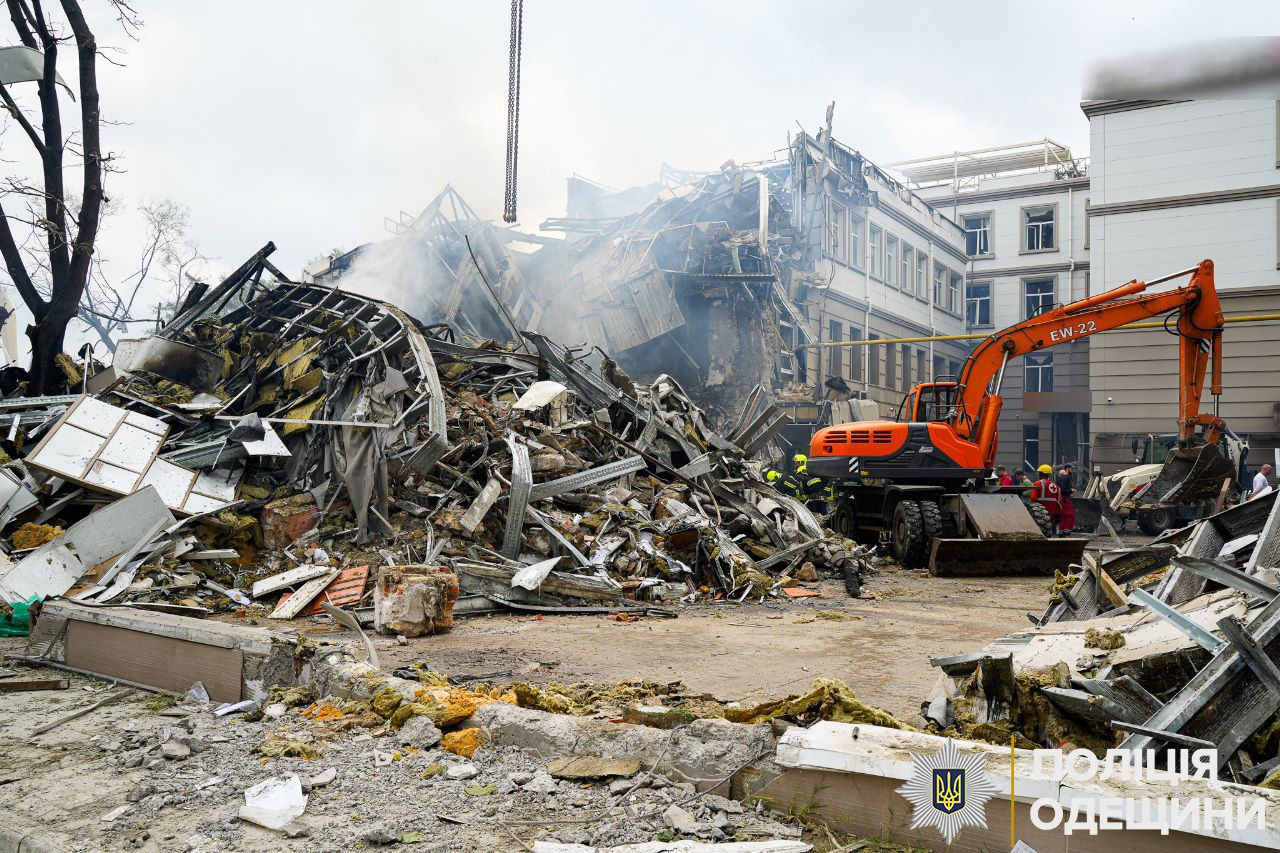
俄羅斯軍隊襲擊後的敖德薩

烏克蘭當局表示，在過去一天，俄羅斯一共襲擊10個州，包括頓涅茨克、哈爾科夫、赫爾松、尼古拉耶夫、敖德薩、扎波羅熱、蘇梅、切爾尼戈夫、第聶伯羅彼得羅夫斯克和盧甘斯克等州遭到俄軍攻擊，造成至少5人死亡，38人受傷。尼古拉耶夫州長表示，俄羅斯軍隊凌晨襲擊烏克蘭南部城市尼古拉耶夫，造成平民死亡，19人受傷，包括5名兒童。敖德薩方面有1名男子丧生，至少8人受伤。中国驻敖德萨领事馆的一栋建筑受到损伤。烏克蘭哈爾科夫州軍事管理局表示，俄羅斯對哈爾科夫州科扎查洛潘發動襲擊，造成一名居民死亡。 烏克蘭國家廣播公司報道，午夜至凌晨，俄羅斯向烏克蘭發射7枚SS-N-26球果飛彈、4枚Kh-22巡航導彈、3枚口徑巡航導彈、5枚伊斯坎德-K巡航導彈和19架沙赫德無人機，其中防空部隊擊落2枚口徑巡航導彈、3枚伊斯坎德-K巡航導彈和13架無人機。烏克蘭蘇梅州政府表示，1架無人機襲擊城市郊區一個兒童營地大樓，造成一名婦女受傷。烏克蘭切爾尼戈夫州政府表示，無人機襲擊住宅樓。赫爾松和第聶伯羅彼得羅夫斯克地區午夜至凌晨亦遭到攻擊，住宅建築和基礎設施受損。
烏克蘭武裝部隊總參謀部表示，自全面入侵以來，俄羅斯在烏克蘭損失240,010名士兵，過去一天俄羅斯部隊有530人傷亡，累計損失4129輛坦克、8065輛裝甲戰車、7134輛汽車和燃料箱、4592個火炮系統、692個多發火箭系統、433個防空系統、315架飛機、310架直升機、3,918架無人機和18艘船隻。烏克蘭陸軍和東部作戰司令部指揮官表示，隨著烏克蘭為奪回巴赫穆特創造條件，在巴赫穆特的俄羅斯部隊已經被半包圍。烏克蘭軍官表示，他们首次使用美制集束弹药攻击东南前线的俄罗斯战壕。美国官员后来证实了这一点。烏克蘭武裝部隊總參謀部表示，俄羅斯繼續將主要力量集中在庫皮安斯克、萊曼、巴赫穆特、阿夫迪伊夫卡和馬林卡，發生約20起戰鬥衝突。
俄佔克里米亞首腦谢尔盖·阿克肖诺夫表示，克里米亚西北部地区遭烏克蘭无人机袭击，造成1名女孩死亡，另有4栋行政大楼受损。俄佔頓涅茨克州馬里烏波爾市烏克蘭之家文化中心發生大火，據報道，一批身份不明人士進入大樓引爆炸藥導致火災。
烏克蘭國防部表示，21日開始所有前往黑海俄羅斯港口的船隻將被視為軍事裝備承運人，烏克蘭會對這些船隻發動攻擊，俄羅斯亦在20日發表類似安排。另外，烏克蘭國家安全局在第聂伯罗逮捕乌克兰铁路一名員工，理由是他涉嫌向俄羅斯透露烏克蘭的軍事設施地點。烏克蘭全國抵抗中心表示，俄羅斯當局在俄佔赫爾松州戈爾諾斯塔伊夫卡強迫居民申領俄羅斯護照，並威脅將將居民驅逐到俄羅斯。
美國國家安全委員會發言人表示，俄羅斯正在考慮襲擊黑海的民用船隻，並將責任歸咎於烏克蘭和美國，俄羅斯軍隊已經在接近烏克蘭港口埋設更多的海雷。另外，美国宣布对与俄罗斯入侵乌克兰有关的个人和公司实施新一轮制裁。此外，美國國家安全委員會戰略溝通協調員表示，烏克蘭將在年底前接收F-16戰鬥機。
白俄羅斯紅十字會負責人承認，該組織參與將兒童從俄羅斯佔領的烏克蘭地區強制驅逐到俄羅斯的工作，並指白俄羅斯紅十字會過去、現在、將來都會積極參與其中。國際紅十字會與紅新月會聯合會則表示，透過媒體瞭解有關情況，國際紅十字會與紅新月會聯合會沒有參與有關活動。
國際原子能機構表示，基於俄烏雙方互相指責對方可能扎波羅熱核電站，在烏克蘭扎波羅熱核電站的國際原子能機構專家已經進行額外檢查，沒有觀察到任何重型軍事裝備、爆炸物或地雷，但俄羅斯仍然沒有允許國際原子能機構團隊進入反應堆的屋頂，烏克蘭曾指責俄羅斯在有關屋頂放置爆炸品。
澳大利亞宣佈，對35個俄羅斯國防、技術和能源實體以及10名來自俄羅斯和白俄羅斯的個人實施新的制裁：包括向俄羅斯軍隊以及參與核能和北極資源開採的實體，以及提供先進技術和裝置的公司，被制裁的個人則包括俄羅斯第一副總理安德烈·貝盧索夫、副總理德米特里·切爾尼申科。
歐盟理事會鑑於伊朗對俄羅斯入侵烏克蘭的軍事支援，通過對伊朗實施新制裁，包括禁止向伊朗出口通常用於製造攻擊無人機的部件，六名參與支援俄羅斯軍隊的伊朗人凍結資產和限制旅行。欧盟理事会還宣佈将对俄制裁措施延长6个月，至2024年1月31日。
德國正式向烏克蘭交付此前承諾的裝甲車、無人機等武器。

## 7月21日
烏克蘭當局表示，在過去一天，俄羅斯一共襲擊10個州，包括頓涅茨克、哈爾科夫、敖德薩、扎波羅熱、切爾尼戈夫、第聶伯羅彼得羅夫斯克、赫爾松、盧甘斯克、尼古拉耶夫和蘇梅州遭到俄軍攻擊，造成至少7人死亡，9人受傷。切爾尼戈夫州州長表示，俄羅斯軍隊對切爾尼戈夫州發動火箭彈襲擊，擊中一個文化中心，造成2名平民死亡。烏克蘭空軍表示，俄羅斯向敖德薩方向發射缟瑪瑙超音速導彈，造成两人受伤，100吨豌豆和20吨大麦被毁。頓涅茨克州州長表示，俄羅斯軍隊對頓涅茨克州的德魯日巴發動炮擊，造成兩名兒童死亡。扎波羅州政府表示，俄羅斯軍隊炮擊扎波羅州古利艾波列附近一個村莊，造成四名平民死亡。
烏克蘭武裝部隊總參謀部表示，自全面入侵以來，俄羅斯在烏克蘭損失240,690名士兵，過去一天俄羅斯部隊有680人傷亡，累計損失4,133輛坦克、8,080輛裝甲戰車、7,145輛汽車和燃料箱、4,610個火炮系統、692個多發火箭系統、440個防空系統、315架飛機、310架直升機、3933架無人機和18艘船隻。烏克蘭武裝部隊聯合部隊指揮官表示，俄羅斯破壞部隊試圖越過烏克蘭邊境進入蘇梅州和切爾尼戈夫州，但沒有成功。
俄羅斯總統普京在與俄羅斯聯邦安全會議常務成員召開的會議上表示，波蘭和立陶宛一同與烏克蘭組建兵團，目的是為了佔領烏克蘭西部。他還表示，乌克兰反攻没有取得成果，西方國家显然对乌克兰反攻结果感到失望。乌克兰武装部队還遭受巨大损失，数万名士兵丧生。无论是外国武器供应，还是外国雇佣军或顾问的存在，都对基辅没有帮助。另外，俄羅斯外交部副部長表示，俄羅斯將檢查所有在黑海航行的船隻，以確保它們不攜帶軍用貨物，黑海亦不再有商業船隻的人道主義走廊。
烏克蘭總統澤連斯基解僱烏克蘭駐英國大使，此前英國國防大臣批評烏克蘭不懂得感恩，烏克蘭總統特意回應英國國防大臣的批評，但烏克蘭駐英國大使批評烏克蘭總統的回應。另外，澤連斯基表示，烏克蘭將對俄羅斯襲擊頓涅茨克州、切爾尼戈夫州和敖德薩州等地做出迴應。他還再次承認承认2023年烏克蘭反攻的速度不及預期，他認為之所以造成這樣的局面是由於缺乏弹药、训练和装备。不過他也表示烏克蘭的反攻很快将加快步伐。
保加利亞議會批准向乌克兰提供约100辆苏联时期的装甲运兵车。
乌克兰政府正式启动了对Sense银行 （页面存档备份，存于）的国有化程序。该银行的所有者是乌克兰出生的俄罗斯寡头米哈伊尔·弗里德曼，他此前因为在金融和后勤方面支持乌克兰入侵而受到制裁。
聯合國教科文組織譴責俄羅斯對烏克蘭敖德薩的導彈襲擊，指控襲擊破壞敖德薩歷史悠久的市中心，包括敖德薩考古博物館、敖德薩海事博物館和敖德薩文學博物館在內的幾家博物館遭到破壞。

## 7月22日
烏克蘭當局表示，在過去一天，俄羅斯一共襲擊11個州，包括頓內次克、哈爾科夫、敖德薩、扎波羅熱、切爾尼戈夫、聶伯城、赫爾松、盧甘斯克、尼古拉耶夫和蘇梅、基洛夫格勒州遭到俄軍攻擊，造成至少128個定居點和108個基礎設施受損。烏克蘭空軍表示，烏克蘭軍隊擊落俄羅斯在午夜至凌晨期間，從西南部發射的5架無人機。烏克蘭蘇梅州軍事管理局表示，俄羅斯炮擊蘇梅州，造成一人死亡，四人受傷。頓涅茨克地區檢察官辦公室表示，俄羅斯軍隊昨晚午夜至凌晨炮擊巴赫穆特市以南的牛約克，至少四人喪生。烏克蘭內政部表示，昨晚午夜至凌晨，俄羅斯軍隊利用多枚火箭發射器襲擊頓涅茨克地區，造成兩名平民死亡。哈爾科夫州檢察官辦公室表示，俄羅斯軍隊炮擊哈爾科夫州，造成一人死亡，一人受傷。
烏克蘭武裝部隊總參謀部表示，自全面入侵以來，俄羅斯在烏克蘭損失241,330名士兵，過去一天俄羅斯部隊有640人傷亡，累計損失4,410輛坦克、8,097輛裝甲戰車、4,629個火炮系統、693個多發火箭系統、448個防空系統和18艘船隻。烏克蘭武裝部隊戰略司令部表示，攻擊俄佔克里米亞，令一個石油倉庫和俄羅斯軍事倉庫被摧毀。
俄佔克里米亞官員表示，無人機試圖襲擊半島的基礎設施，一家石油工廠、一家簡易機場和一個弹药库遭到襲擊。克里米亚大桥暂停通行。另外，俄羅斯別爾哥羅德地區州長表示，烏克蘭昨日向靠近烏克蘭邊境附近的一個村莊發射集束彈，沒有人員傷亡。
烏克蘭總檢察長辦公室表示，自2022年俄羅斯全面入侵開始以來，官方證實496名烏克蘭兒童被殺害，另有1068名兒童遭受不同程度的「嚴重」傷害，但實際數字可能更高，其中，頓涅茨克州有1974名兒童受傷或被俄羅斯殺害。
俄羅斯官方媒體報道，四名俄羅斯記者在扎波羅熱州被集束彈炸傷，其中一名記者搶救無效死亡，俄羅斯國防部將事件歸咎於烏克蘭和美國。與此同時，烏克蘭媒體報道，一名在頓涅茨克為德國之聲工作的攝影師在俄羅斯的集束彈襲擊中受傷，另有幾名官員受重傷。一名乌克兰士兵死亡。
乌克兰经济部表示，瑞典決定向乌克兰提供5.226亿欧元，用於烏克蘭的重建。

## 7月23日

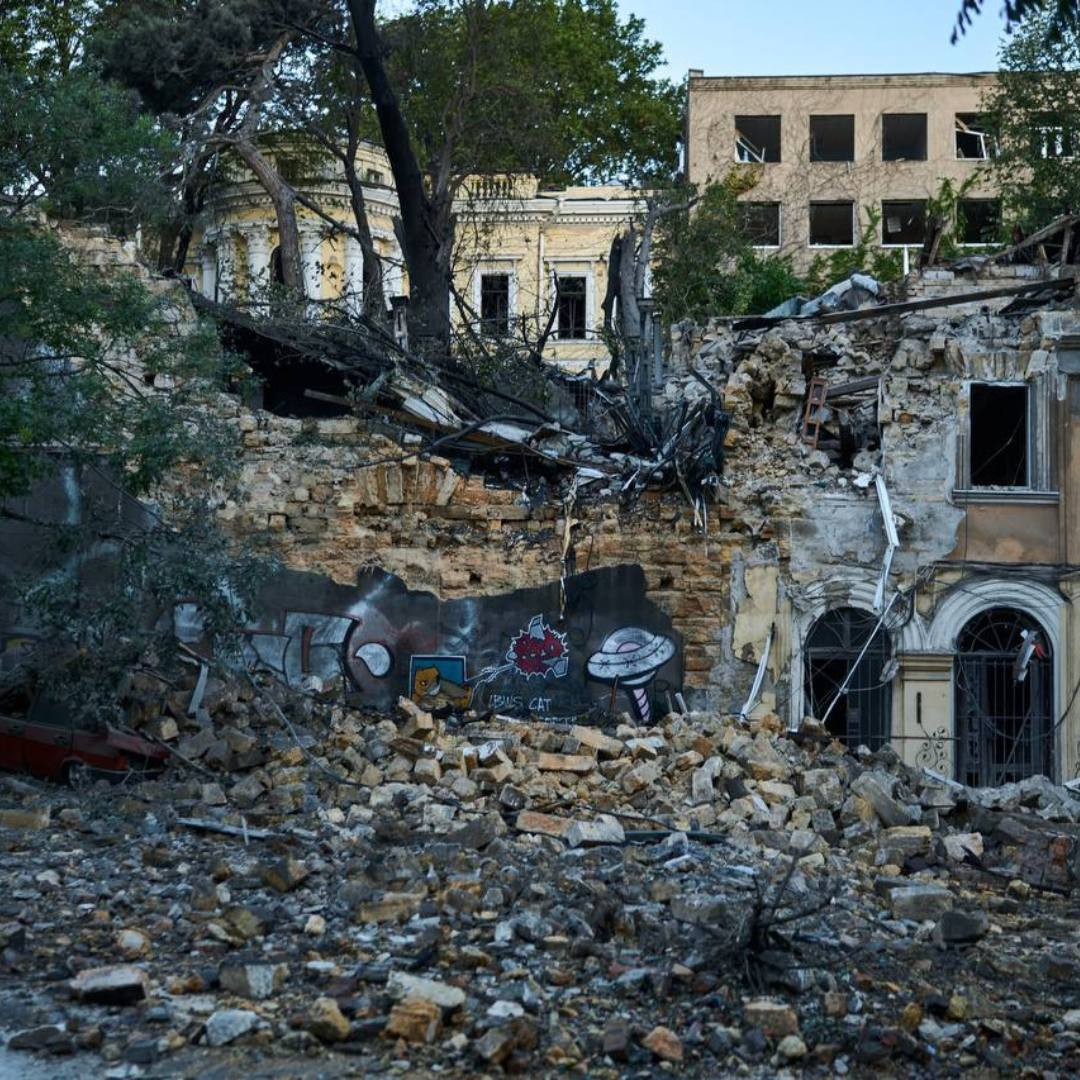
俄羅斯導彈襲擊後的敖德薩

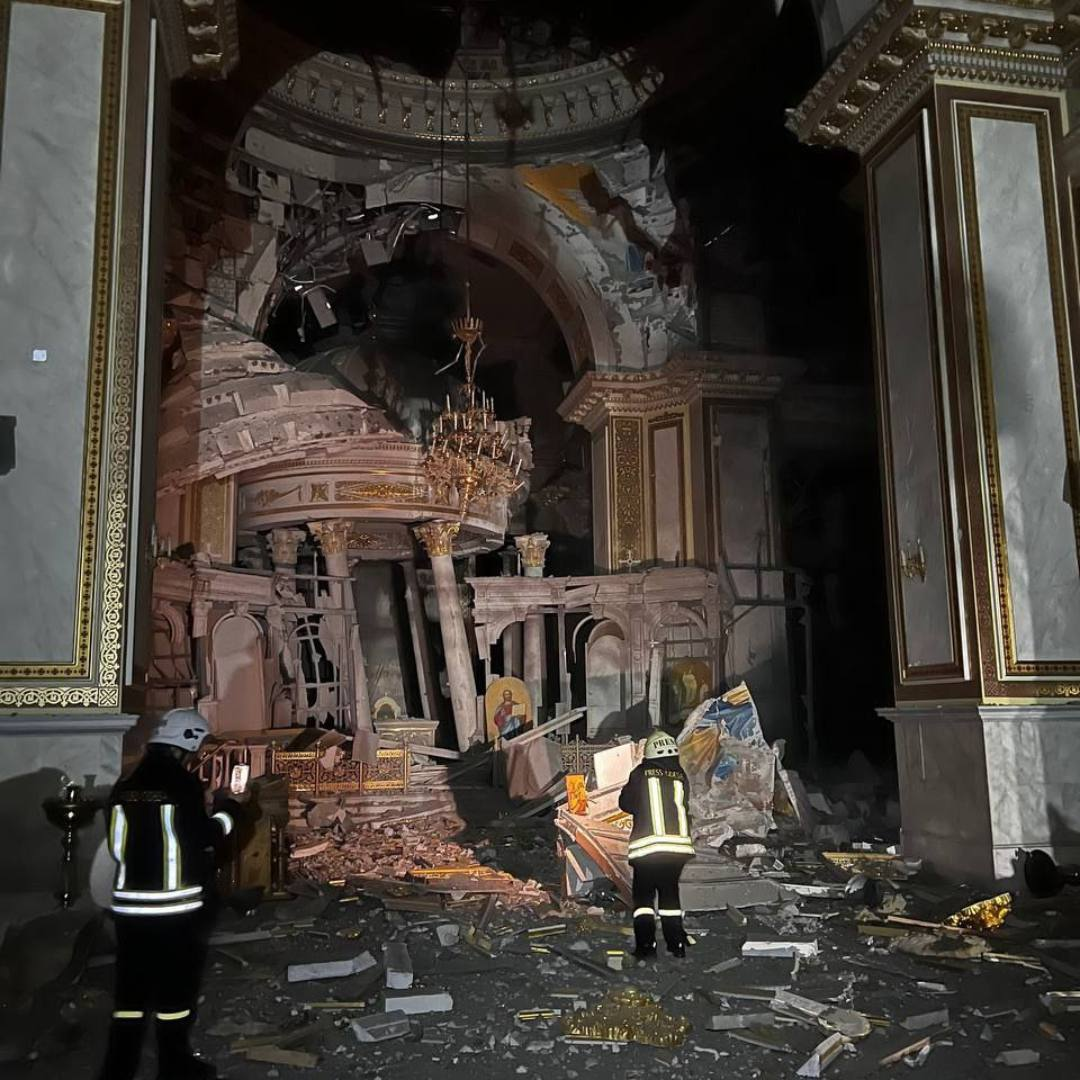
遭俄軍嚴重破壞的主顯聖容主教座堂

烏克蘭當局表示，在過去一天，俄羅斯一共襲擊10個州，包括頓內次克、哈爾科夫、敖德薩、扎波羅熱、切爾尼戈夫、聶伯城、赫爾松、盧甘斯克、尼古拉耶夫和蘇梅州遭到俄軍攻擊，造成至少133個定居點和141個基礎設施受損。烏克蘭敖德薩市政府表示，俄罗斯再次对敖德萨发动导弹袭击，有近300年歷史的主顯聖容主教座堂遭到破壞，造成1人死亡、21人受伤。烏克蘭方面表示，敖德萨市中心共有25处歷史建築受损。烏克蘭頓涅茨克州州長表示，在過去一天俄羅斯炮擊頓涅茨克州索菲耶夫卡、阿夫迪耶夫卡、託雷茨克和費多裡夫卡，造成4人死亡，11人受傷，另外州長表示，俄羅斯軍隊在午夜至凌晨之間，使用集束彈襲擊頓涅茨克州前線恰西夫亞爾的人道主義援助分發點。烏克蘭第聶伯羅彼得羅夫斯克州州長表示，俄羅斯軍隊在午夜至凌晨之間用重炮襲擊第聶伯羅彼得羅夫斯克州尼科波爾，沒有人員傷亡。烏克蘭空軍表示，22日午夜至凌晨期間，俄羅斯向敖德薩州發射4枚口徑巡弋飛彈和5枚9K720伊斯坎德爾導彈，另外使用5枚SS-N-26球果飛彈、3枚Kh-22巡航導彈、5枚伊斯坎德爾-K導彈、2枚伊斯坎德爾-M導彈攻擊烏克蘭南部地區。烏克蘭方面表示擊落了9枚導彈。烏克蘭哈爾科夫州政府表示，俄羅斯軍隊襲擊哈爾科夫州庫皮揚斯克庫切裡夫卡村，造成一名平民受傷。烏克蘭武裝部隊總參謀部表示，俄羅斯總共用17枚巡航導彈和2枚彈道導彈襲擊烏克蘭，其中9枚導彈被烏克蘭防空部隊摧毀，俄羅斯亦進行26次空襲，並用多枚火箭發射器擊中烏克蘭35次，俄羅斯炮擊赫爾松州、尼古拉耶夫州、扎波羅熱州和第聶伯羅彼得羅夫斯克州的25個定居點，並擊落4架偵察無人機。
烏克蘭武裝部隊總參謀部表示，自全面入侵以來，俄羅斯在烏克蘭損失241,960名士兵，過去一天俄羅斯部隊有630人傷亡，累計損失4151輛坦克，8105輛裝甲戰車，7172輛汽車和燃料箱，4658個火炮系統，697個多發火箭系統，451個防空系統，315架飛機，310架直升機，3,958架無人機和18艘船隻。烏克蘭海軍表示，烏克蘭海軍河流艦隊於7月22日與多達10名俄羅斯戰鬥人員交戰並擊敗，摧毀一個補給站。烏克蘭武裝部隊總參謀部表示，過去一天與俄羅斯軍隊進行27次軍事交戰，與俄羅斯軍隊最激烈的戰鬥發生在頓涅茨克州的萊曼、巴赫穆特、阿夫迪伊夫卡和馬林卡附近，以及哈爾科夫州的庫皮安斯克方向，乌克兰空军、导弹部队和炮兵部队对俄军人员和装备集中区、指挥所等目标实施打击，烏克蘭防空部隊擊中3個俄羅斯軍隊人口集中區。
俄佔赫爾松奧萊什基市長住宅發生爆炸。
俄羅斯總統普京與白俄羅斯總統盧卡申科會晤時表示，烏克蘭的反攻已經失敗。他表示自乌军自反攻开始以来已损失2.6万人。卢卡申科表示，根据白方数据，在22日的一次战斗中，有超过15辆豹式坦克和20多辆布雷德利步兵战车被摧毁。普京回应说，以前从来没有过在一天之内摧毁这么多外国装备。俄羅斯國防部表示，對敖德薩的導彈襲擊中，部隊的目標是正在準備針對俄羅斯的恐怖主義行為的設施，國防部聲稱，襲擊擊中用於對付俄羅斯的無人艇製造點，以及外國僱傭軍駐點，但否認向敖德薩主顯聖容主教座堂施襲，並指控是基輔政權傳播虛假資訊。俄罗斯国防部還表示，俄军在扎波罗热、红利曼、顿涅茨克方向击退了乌军多次进攻。俄军在南顿涅茨克和扎波罗热方向打击乌军人员，7辆豹式坦克被击毁。此外，俄军在扎波罗热、顿涅茨克和卢甘斯克地区打击了乌军据点和油料库。俄罗斯联邦侦查委员会宣布，已经就俄新社记者在扎波罗热地区遇害一事展开刑事调查。
烏克蘭總統澤連斯基表示，烏克蘭及其合作伙伴正在準備新的軍事援助計劃，包括防空裝備、火炮和遠端武器。
聯合國教科文組織相隔一日再次譴責俄羅斯針對烏克蘭敖德薩市的導彈襲擊，襲擊導致包括主顯聖容主教座堂和考古博物館在內的數十座歷史建築遭到嚴重損壞，教科文組織總幹事表示，這種令人髮指的破壞標誌著針對烏克蘭文化遺產的暴力升級，聯合國教科文組織將派遣特派團在未來幾天到敖德薩，評估損失的規模。喬治亞總統亦譴責俄羅斯對烏克蘭黑海港口敖德薩的襲擊，對歷史建築的破壞，是俄羅斯在烏克蘭犯下的另一項戰爭罪行，公然違反國際法所有規範的行為。
美國國務卿布林肯表示，開戰以來俄罗斯占领的约50%烏克蘭领土已經被乌克兰方面收复。

## 7月24日

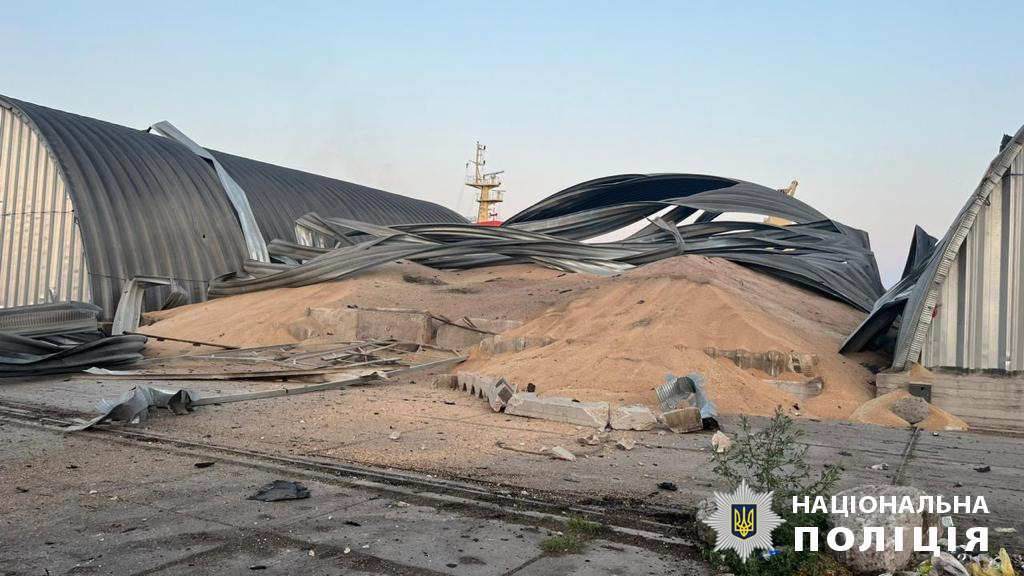
敖德薩州多瑙河港口糧倉遇襲後

烏克蘭當局表示，在過去一天，俄羅斯一共襲擊10個州，包括頓內次克、哈爾科夫、敖德薩、扎波羅熱、切爾尼戈夫、聶伯城、赫爾松、盧甘斯克、尼古拉耶夫和蘇梅州遭到俄軍攻擊，造成至少122個定居點和42個基礎設施受損。烏克蘭敖德薩州州長表示，俄羅斯軍隊午夜至凌晨期間使用無人機襲擊敖德薩州多瑙河港口伊茲梅爾和雷尼距離羅馬尼亞邊境只有200米，造成六人受傷，擊落三架無人機。赫爾松州州長表示，俄羅斯軍隊於23日對赫爾松州進行58次襲擊，其中炮擊赫爾松市10次，造成一人受傷。哈爾科夫州軍事管理局表示，俄羅斯軍隊炮擊哈爾科夫州皮夏涅，造成四人受傷，包括一名12歲男童。發動襲擊的约15架无人机中有3架被烏克蘭击落。頓涅茨克州州長表示，俄羅斯軍隊用集束彈襲擊頓涅茨克州康斯坦丁諾夫卡，造成3名平民死亡，包括2名兒童，6人受傷，包括4名兒童。
烏克蘭武裝部隊總參謀部表示，自全面入侵以來，俄羅斯在烏克蘭損失242,620名士兵，過去一天俄羅斯部隊有660人傷亡，累計損失4162輛坦克、8,118輛裝甲戰車、7182輛汽車和燃料箱、4675個火炮系統、697個多發火箭系統、452個防空系統、315架飛機、310架直升機、3963架無人機和18艘船隻。乌克兰军方声称在南线夺回了12.7平方公里的领土，在东线夺回了4平方公里的领土，自2023年烏克蘭反攻开始以来已奪回192.1平方公里領土。烏克蘭軍隊還表示，已向別爾江斯克方向推進1400米，頓涅茨克州五一村正進行激烈戰鬥，梅利托波爾方向的戰線沒有變化。
俄佔克里米亞官員表示，烏克蘭無人機攻擊克里米亞半島迪贊高爾一個彈藥庫，造成爆炸，基洛夫斯基區一棟房屋受損，占科伊区境內的鐵路服務中斷，占科伊-辛菲洛普高速公路臨時關閉，防空部隊擊落11架無人機。俄羅斯國防部表示，凌晨兩架無人機襲擊莫斯科市中心，俄羅斯國家新聞機構則表示，在距離俄羅斯國防部主樓約兩公里的地方發現一架無人機碎片，莫斯科市長表示，無人機擊中兩棟辦公樓，沒有人員傷亡。 
烏克蘭國家核能發電公司表示，佔領扎波羅熱核電站的俄羅斯部隊違反安全協議，下令將4號反應堆置於「熱關閉」狀態，嚴重違反運營該核設施的許可證要求，4號反應堆應僅置於“冷關機”狀態。
立陶宛國防部表示，立陶宛國防委員會批准2024-2026年期間對烏克蘭的軍事援助計劃，價值2.2億美元，援助將側重於立陶宛的致命或非致命援助、軍事培訓、財政捐款和軍事裝備維修。另外，立陶宛呼籲歐盟在黑海糧食協議失效後，利用波羅的海港口出口烏克蘭糧食。
羅馬尼亞總統譴責俄羅斯軍方24日襲擊多瑙河烏克蘭民用基礎設施，該處距離羅馬尼亞只有200米，並表示最近的攻擊升級對黑海的安全構成嚴重風險，亦對國際糧食供應的構成威脅。
乌克兰国防部长列兹尼科夫在接受采访时表示，乌克兰将向美国提交第一份关于乌军使用集束弹药情况的报告。

## 7月25日
烏克蘭當局表示，在過去一天，俄羅斯一共襲擊10個州，包括頓內次克、哈爾科夫、扎波羅熱、切爾尼戈夫、聶伯城、赫爾松、盧甘斯克、尼古拉耶夫、日托米爾、切爾卡瑟和蘇梅州遭到俄軍攻擊，造成至少119個定居點和61個基礎設施受損。俄羅斯對顿涅茨克州和赫尔松州的炮击造成四人死亡。烏克蘭日托米爾州長表示，俄羅斯午夜至凌晨期間，使用伊朗製無人機襲擊日托米爾州。基輔市軍事管理局表示，俄羅斯凌晨使用無人機襲擊基輔，所有無人機都被防空系統擊落，沒有人員傷亡或損壞。哈爾科夫州政府表示，俄羅斯軍隊使用伊朗製無人機襲擊哈爾科夫州工業設施，引發大火，沒有人員傷亡公布。烏克蘭蘇梅州軍事管理局表示，俄羅斯軍隊炮擊了蘇梅州10個社區，發生200多起爆炸。
烏克蘭武裝部隊總參謀部表示，自全面入侵以來，俄羅斯在烏克蘭損失243,220名士兵，過去一天俄羅斯部隊有600人傷亡，累計損失4174輛坦克、8131輛裝甲戰車、7194輛汽車和燃料箱、4705個火炮系統、698個多發火箭發射系統、454個防空系統、315架飛機、310架直升機、3977架無人機和18艘船隻。烏克蘭武裝部隊總參謀部發言人表示，在烏克蘭進攻行動後，俄羅斯軍隊已從巴赫穆特以南的安德里夫卡陣地以及當尼斯克撤退，烏克蘭正在頓涅茨克州巴赫穆特市以北和以南進行進攻行動。乌克兰军方承認在巴赫穆特使用了美国提供的集束弹药。
俄羅斯國防部表示，兩艘烏克蘭無人艇試圖對黑海艦隊巡邏艦謝爾蓋·科托夫號發動攻擊，但沒有成功，兩艘烏克蘭無人艇分別在1000米和800米距離被火力摧毀，沒有人員傷亡，另外國防部表示，部隊沿烏克蘭東頓涅茨克地區前線向萊曼方向前進多達2公里。俄羅斯國營傳媒報道，俄羅斯軍隊擊退烏克蘭在赫爾松安東諾夫斯基大橋附近的第聶伯河左岸登陸的企圖。俄罗斯国家杜马通过了一项法律，将征兵的最高年龄从27岁提高到30岁。
烏克蘭國防部長阿列克謝·列茲尼科夫表示，烏克蘭將繼續攻擊俄佔克里米亞的目標，以削弱俄羅斯的戰鬥能力，並幫助拯救烏克蘭人的生命，被問及目標是否包括摧毀克里米亞大橋時，列茲尼科夫表示，破壞敵人的後勤線，以停止獲得更多彈藥、獲得更多燃料、更多糧食的選擇，是正常軍事戰術的一部分。
烏克蘭總檢察官辦公室表示，烏克蘭國會議員亞歷山大·波諾馬廖夫涉嫌與俄羅斯方面合作，甚至獲得俄羅斯公民身份，被基輔佩切爾斯克地區法院拘留，不得保釋。烏克蘭國家安全局指控，現已被禁止的親俄羅斯政黨「我們黨」領袖、前烏克蘭國會議員葉夫根·穆拉耶夫參與針對烏克蘭的顛覆活動，並涉嫌基於種族、民族、宗教或地區身份或其他理由對烏克蘭公民叛國和歧視，國家安全局表示葉夫根·穆拉耶夫已在去年5月離開烏克蘭。
歐盟委員會主席烏爾蘇拉·馮德萊恩表示，歐盟已向烏克蘭提供16.5億美元的宏觀金融援助計劃，以幫助烏克蘭維持國家運作和修復基礎設施，馮德萊恩亦譴責俄羅斯對烏克蘭出口基礎設施的襲擊，並表示將繼續支援烏克蘭。
美國國防部表示，拜登政府宣佈為烏克蘭提供4億美元的新軍事援助計劃，包括愛國者防空系統和國家先進防空系統的額外彈藥、海馬斯多管火箭系統、刺針、FGM-148標槍飛彈和其他武器的彈藥以及首次提供的黑色大黃蜂無人機。非欧盟成员国挪威決定向欧盟的欧洲和平基金（European Peace Facility，EPF）捐赠2,400万美元，用于為烏克蘭购买豹2型坦克的弹药和零部件。乌克兰经济部长表示，外国政府和非政府组织承诺为烏克蘭的排雷工作提供2.44亿美元的资金和设备。
俄羅斯庫爾斯克地區法院表示，兩名前國防人員因向烏克蘭傳遞軍事情報並計劃炸燬鐵路，裁定叛國罪罪成，被判處17年和13年監禁。俄羅斯聯邦安全局早前逮捕兩人時，指控兩人傳遞用於為俄羅斯空軍製造武器系統的技術檔案和模型。
聯合國人權事務高級專員就2022年7月28日至29日，俄佔頓涅茨克奧利尼夫卡發生爆炸，造成50多名烏克蘭戰俘死亡，75人受傷，烏克蘭指控俄羅斯蓄意的戰爭罪行，將亞速團成員囚禁在該處，當中部分在馬裡烏波爾被抓獲，正在等待交換囚犯，烏克蘭總檢察長辦公室表示，俄羅斯可能在奧列尼夫卡監獄使用了熱壓彈藥，但俄羅斯則指責烏克蘭用海馬斯多管火箭系統襲擊監獄的事件，反駁俄羅斯關於奧萊尼夫卡監獄設施爆炸，是由於烏克蘭發射海馬斯多管火箭系統的說法，高級專員表示現階段對2022年7月28日至29日晚爆炸事件仍未充分了解，但基於現有資訊得出結論，爆炸並不是由海馬斯多管火箭系統火箭引起的，聯合國會繼續調查，並向在奧萊尼夫卡受傷或死亡的戰俘及其家人告知真相，對違反國際法的人追究責任。
英國常駐聯合國代表表示，情報顯示，俄羅斯軍方可能會進一步擴大對烏克蘭糧食設施的攻擊，包括對黑海民用航運的襲擊，俄羅斯在通往烏克蘭港口的通道上埋設額外的海雷，在為在黑海對民用船隻發動任何襲擊時歸咎於烏克蘭。
国际原子能机构在扎波罗热核电站检查時发现，在核电站内外围墙之间的缓冲区内有地雷，而且只有俄罗斯军方才能进入该缓冲区。
俄罗斯将男性应征入伍的最高年龄从27岁提高到了30岁。

## 7月26日
烏克蘭當局表示，在過去一天，俄羅斯一共襲擊8個州，包括頓內次克、哈爾科夫、扎波羅熱、切爾尼戈夫、聶伯城、赫爾松、盧甘斯克和蘇梅州遭到俄軍攻擊，造成至少140個定居點和27個基礎設施受損。烏克蘭赫爾松州州長表示，俄羅斯過去一天襲擊赫爾松州55次，總共從坦克、飛機、多個火箭發射器、火炮武器和無人機中發射300多枚炮彈，瞄準住宅區和農業基礎設施，造成2人死亡，3人受傷。烏克蘭頓涅茨克州州長表示，在過去一天，俄羅斯對頓涅茨克州的襲擊中，炮擊包括捷爾任斯克、察蘇夫雅和謝韋爾斯克在內的多個前線市鎮，造成兩名平民喪生，兩人受傷。烏克蘭空軍表示，部隊擊落33枚Kh-101及Kh-555和3枚口徑巡航導彈。
烏克蘭武裝部隊總參謀部表示，自全面入侵以來，俄羅斯在烏克蘭損失243,680名士兵，過去一天俄羅斯部隊有460人傷亡，累計損失4177輛坦克、8136輛裝甲戰車、7211輛汽車和油箱、4,727個火炮系統、698個多發火箭系統、457個防空系統、315架飛機、311架直升機、3,993架無人機和18艘船隻。烏克蘭總參謀部發言人表示，烏克蘭軍隊已在頓涅茨克州的斯塔羅邁爾斯克附近成功推進，並正在鞏固新陣地，俄羅斯軍隊則繼續進行強有力的抵抗，轉移部隊，並積極使用預備役，烏克蘭軍隊正繼續向巴赫穆特、梅利託波爾和別爾江斯克方向推進。烏克蘭國家安全局局長表示，當局進行不同的特殊行動，其中一次行動，就是2022年10月8日摧毀克里米亞大橋，但沒有承認本月的另一次大橋爆炸事件。另外根據纽约时报的報道，乌克兰军方开始部署此前在西方國家受訓的士兵。
俄羅斯軍隊表示，在靠近哈爾科夫州的盧甘斯克州瑟希耶夫卡附近取得進展，前線推進3公里。
烏克蘭總統澤連斯基於向烏克蘭議會提交提案，將8月18日到期的戒嚴令和動員令，再延長90天，若提案通過，戒嚴令和動員令將延長至11月15日。烏克蘭體育部長表示，取消烏克蘭運動員與中立身份的俄羅斯或白俄羅斯運動員比賽的禁令，如果白俄羅斯和俄羅斯以中立身份參加體育賽事，烏克蘭運動員能夠與他們同台比賽，但仍然禁止烏克蘭運動員與俄羅斯和白俄羅斯運動員參與同一场比賽。
烏克蘭總理在慶祝無人機軍隊論壇上表示，烏克蘭政府已撥款10.8億美元投資無人機行業，促進戰鬥無人機的大規模生產。副總理兼數字化轉型部長表示，正在積極組建世界上第一支海軍無人機艦隊。
烏克蘭國家安全局、國家調查局和總檢察長辦公室表示，對執政人民公僕黨國會議員尤里·阿里斯托夫展開調查，阿里斯托夫是烏克蘭國會國家安全委員會副主席，戰爭期間禁止官員外出休閒，但阿里斯托夫在7月中旬前往馬爾地夫的度假酒店，阿里斯托夫聲稱，當時正在出差。國家調查局表示，阿里斯托夫正在接受偽造罪調查，人民公僕黨領袖表示，如果證據屬實，將在國會提出罷免。烏克蘭國家調查局通緝，親俄羅斯政黨「反對派平台－為了生活黨」的前聯合主席、前烏克蘭國會議員瓦迪姆·拉比諾維奇，指控拉比諾維奇犯下叛國罪，在民眾中傳播反烏克蘭宣傳，並在多次演講和採訪中發表操縱性言論，損害烏克蘭的主權、領土完整和不可侵犯性、國家、經濟和資訊安全，幫助俄羅斯聯邦實現其軍事和政治目標，為俄羅斯聯邦對烏克蘭開展顛覆活動提供意識形態援助。
俄羅斯莫斯科軍事法庭判處一名俄羅斯和烏克蘭雙重國籍公民22年監禁，該名人士涉嫌在2022年夏天，應烏克蘭軍事情報部門要求炸燬俄羅斯布良斯克地區，俄羅斯與烏克蘭和白俄羅斯邊境附近鐵路軌道，損壞一列貨運列車和軌道，沒有人受傷，但服務中斷10個小時，被判犯下恐怖主義和其他指控。
美國國家安全會議戰略溝通協調官約翰·柯比表示，乌克兰飞行员将在丹麦和罗马尼亚训练如何駕駛F-16战斗机，而英国正在为飞行员培訓英语。 美國《紐約時報》報道，總統拜登命令政府將俄羅斯在烏克蘭的戰爭罪證據移交給海牙國際刑事法院，有關決定尚未公開宣佈，但美國國防部一直反對與國際刑事法院合作，美國情報機構收集俄羅斯軍隊故意襲擊民用基礎設施並從俄羅斯佔領土上驅逐數千名烏克蘭兒童的證據。
歐盟成員國同意對白俄羅斯採取「限制性措施」，理由是白俄羅斯是俄羅斯對烏克蘭戰爭的同謀，措施將包括個人和實體的名單，並對包括航空部件在內的戰場裝備的實施限制，與俄羅斯的制裁並行，以減少莫斯科透過白俄羅斯改變受制裁貨物的路線。

## 7月27日

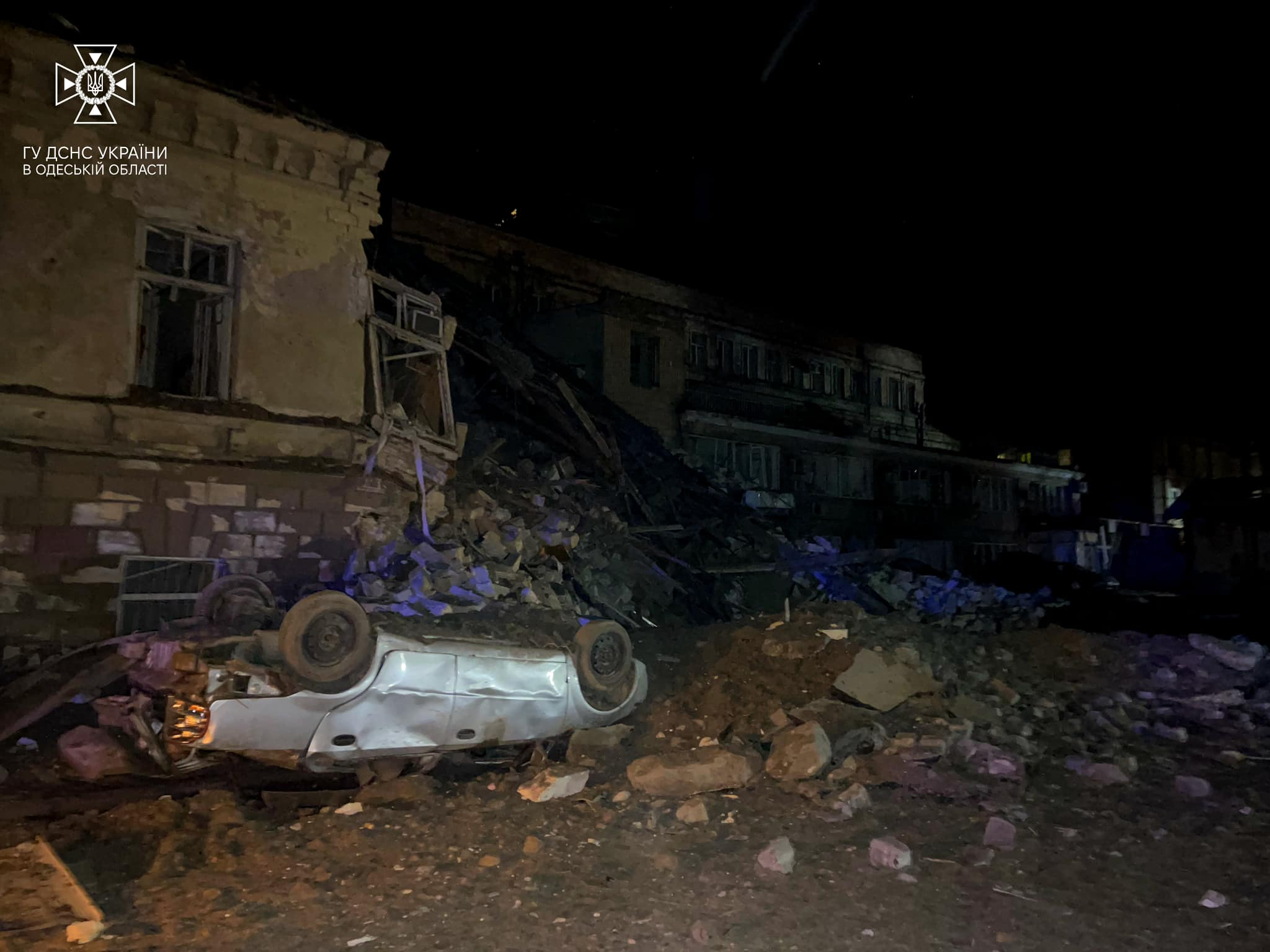
敖德薩州遭俄軍攻擊後

烏克蘭當局表示，在過去一天，俄羅斯一共襲擊12個州，包括頓內次克、哈爾科夫、扎波羅熱、切爾尼戈夫、聶伯城、赫爾松、盧甘斯克、尼古拉耶夫、敖德薩、赫梅利尼茨基、文尼察和蘇梅州遭到俄軍攻擊，造成至少127個定居點和92個基礎設施受損。烏克蘭哈爾科夫州州長表示，俄羅斯使用KAB-250制導炸彈，對哈爾科夫州庫皮安斯克以南的基夫沙里夫卡發動襲擊，造成一名婦女死亡，摧毀多棟建築。烏克蘭空軍表示，午夜至凌晨期間俄羅斯從克拉斯諾達爾地區方向發射8架伊朗製無人機，所有無人機分别被赫梅利尼茨基、第聶伯羅彼得羅夫斯克州和頓涅茨克州的防空系統擊落。另外，烏克蘭空軍表示，俄羅斯從黑海海軍潛艇向敖德薩州港口基礎設施發射兩枚口徑巡航導彈，敖德薩州長表示，襲擊造成一名平民死亡，一棟大樓被毀，貨物碼頭裝置受損。
烏克蘭武裝部隊總參謀部表示，自全面入侵以來，俄羅斯在烏克蘭損失244,270名士兵，過去一天俄羅斯部隊有590人傷亡，累計損失4186輛坦克、8147輛裝甲戰車、7229輛汽車和油箱、4745個火炮系統、698個多發火箭系統、457個防空系統、315架飛機、311架直升機、3996架無人機和18艘船隻。烏克蘭空軍表示，在過去一天內，對俄羅斯目標發動11次空襲。烏克蘭軍方表示，軍隊解放頓涅茨克州東南部旧马约尔斯克。
俄羅斯聯邦安全局、俄羅斯邊境局以及俄佔克里米亞當局宣布，禁止平民進入克里米亞半島東部連接烏克蘭大陸的阿拉巴特沙嘴，以防本地安全威脅。俄佔扎波羅熱當局表示，烏克蘭使用集束彈攻擊託克馬克市，造成2人受傷。
俄羅斯國防部表示，烏克蘭軍隊正在多條戰線上繼續進行失敗的襲擊，軍隊擊退烏克蘭在巴赫穆特附近的克利斯奇夫卡和扎波羅熱地區前線羅博季涅以北的襲擊。俄羅斯聯邦安全局表示，挫敗對俄羅斯黑海艦隊軍艦的恐怖襲擊計劃，逮捕一名俄羅斯海軍士兵，藏有兩枚自制炸彈，並懷疑將國家機密傳遞給烏克蘭。此外，俄羅斯聯邦安全局表示，在一艘從土耳其前往俄羅斯頓河畔羅斯托夫的外國船隻上發現爆炸物痕跡，該船隻曾進入烏克蘭港口。
烏克蘭總統澤連斯基分別到訪聶伯城和敖德薩，並前往視察受破壞嚴重的敖德薩主顯聖容主教座堂。烏克蘭議會通過提案，將8月18日到期的戒嚴令和動員令，再延長90天，至11月15日。烏克蘭國家抵抗中心表示，俄羅斯僱傭兵組織瓦格納集團成員在白俄羅斯培訓白俄軍隊，並且在白俄羅斯招募成員，其中一個條件是成員必須準備參與白俄羅斯鄰國領土上的敵對行動，特別是波蘭和立陶宛境內。
美國國家安全會議戰略溝通協調官約翰·柯比表示，烏克蘭軍隊正在向前邁進，前線的局勢並非陷入僵局，並指出，烏克蘭方面也承認進展未如預期，但重申美國將繼續提供烏方需要的各種武器。
英國國防部表示，隨著烏克蘭在南部戰線的反攻仍在繼續，俄羅斯投入新型號攻擊直升機，而且有證據表明，俄羅斯正在使用少量Ka-52M直升機，是Ka-52攻擊直升機的「重型修改」版本，使俄羅斯軍隊能夠在超出烏克蘭防空系統的射程下發射武器。
西方和分析人士表示，乌克兰军方在扎波罗热前线，尤其是梅利托波尔方向再次发起进攻。战争研究所亦援引俄罗斯消息表示，乌克兰军队在扎波罗热州西部发起一次反攻行动，并表示烏軍似乎突破俄罗斯某些防御阵地，但亲俄官员否认。
日本宣佈对俄罗斯实施新制裁，日本將禁止向俄羅斯出口配备1900cc或更大排量引擎的车辆以及配备混合动力和电动马达的车辆。

## 7月28日

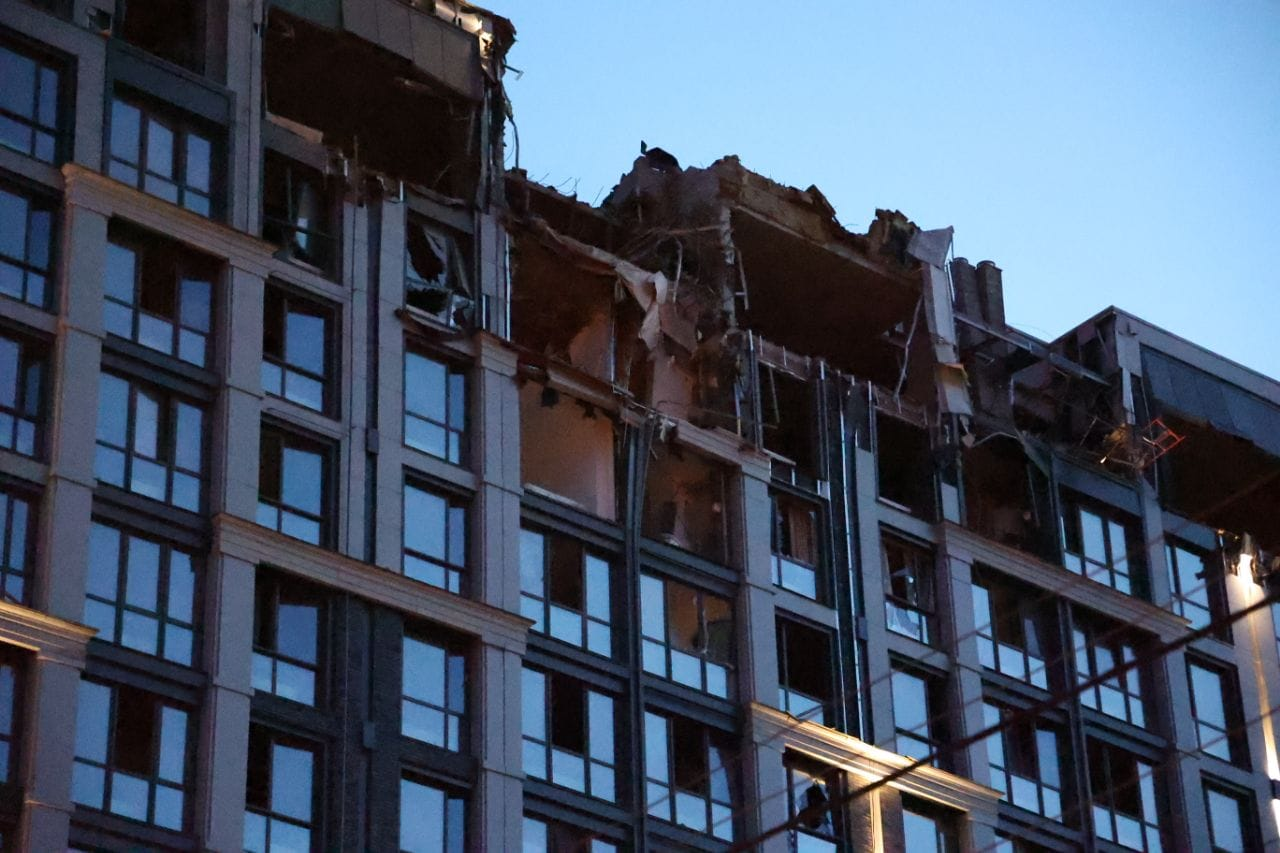
俄羅斯對第聶伯羅發射伊斯坎德導彈後

烏克蘭當局表示，在過去一天，俄羅斯一共襲擊8個州，包括頓內次克、哈爾科夫、扎波羅熱、聶伯城、赫爾松、盧甘斯克、尼古拉耶夫和蘇梅州遭到俄軍攻擊，造成至少102個定居點和89個基礎設施受損。烏克蘭尼古拉耶夫州警察局長表示，集束彈遺留的啞彈發生爆炸，造成一人死亡，一人受傷。烏克蘭第聶伯羅彼得羅夫斯克州州長表示，俄羅斯對第聶伯羅發射伊斯坎德導彈，至少有九人受傷，其中包括兩名兒童。烏克蘭赫爾松州政府表示，俄羅斯軍隊合共使用126枚炮彈襲擊赫爾松州29次，包括向赫爾松市發射11枚炮彈，共襲擊14個定居點，造成4人受傷。
烏克蘭武裝部隊總參謀部表示，自全面入侵以來，俄羅斯在烏克蘭損失244,830名士兵，過去一天俄羅斯部隊有560人傷亡，累計損失4190輛坦克、8161輛裝甲戰車、7240輛汽車和燃料箱、4775個火炮系統、698個多發火箭系統、457個防空系統、315架飛機、311架直升機、4007架無人機和18艘船隻。烏克蘭空軍發言人表示，俄羅斯空軍大大減少在前線和邊境附近的活動，通常情況下，烏克蘭同時追蹤20-30個俄羅斯空中目標，但28日只追蹤其中2-3個，前線的無人機活動亦大大減少。烏克蘭地面部隊負責人表示，俄羅斯軍隊不斷向頓涅茨克的庫皮安斯克和萊曼方向進攻，但烏克蘭的防線保持牢固。
俄羅斯國家通訊社塔斯社表示，俄羅斯羅斯托夫州塔甘羅格市中心發生兩次爆炸，有市民目擊導彈擊中該市，至少12人受傷。俄佔頓涅茨克市中心捷爾任斯基廣場俄羅斯內政部大樓遭到烏克蘭攻擊，沒有報告傷亡。俄罗斯总统普京表示，美国、北约和乌克兰拒绝与俄罗斯进行谈判，俄乌冲突的根源是美国及其联盟对俄罗斯联邦的安全构成威胁。西方势力长期以来一直在为与俄罗斯的混合战争做准备，试图损害俄方的国家地位。
烏克蘭總統澤連斯基在首都基輔出席慶祝烏克蘭國家日儀式，另外澤連斯基簽署一項法律，將烏克蘭聖誕節國家假期的日期從1月7日改為12月25日，烏克蘭國家日從7月28日移至7月15日，烏克蘭捍衛者日和聖母帡幪節從10月14日改為10月1日，進一步減少與俄羅斯的關係。烏克蘭總檢察長辦公室表示，起訴俄佔頓涅茨克奧列尼夫卡俄羅斯拘留所負責人和一名下屬，涉嫌對被囚禁的烏克蘭士兵進行身體、性和心理虐待，該負責人曾在烏克蘭執法部門工作。烏克蘭國家核能公司表示，俄羅斯自6月28日以來一直非法囚禁扎波羅熱核電站工程師Serhii Potynh，並對他實施酷刑，俄佔當局在施以酷刑後都讓他住院，以免死亡。
非洲聯盟呼籲盡快恢復黑海糧食協議，允許烏克蘭透過其黑海港口出口糧食，主席阿扎利·阿蘇馬尼表示，糧食和化肥問題令每個人都感到擔憂，埃及總統塞西則敦促克里姆林宮恢復允許烏克蘭從其海港出口糧食的協議，更指協議是「必不可少」。
歐盟和北約成員國匈牙利總理奧爾班再次呼籲，與俄羅斯進行和平談判，並提出與克里姆林宮相同的觀念，即西方正在與俄羅斯作戰，並以烏克蘭人民為代理人，更指烏克蘭失去主權，並聲稱基輔耗盡繼續戰鬥的資源。
烏克蘭總理與卡達首相會談後表示，卡達將向烏克蘭提供1億美元的人道主義援助，以支援衛生、教育和排雷。卡達亦宣布支持烏克蘭總統提出的十點「和平公式」。

## 7月29日

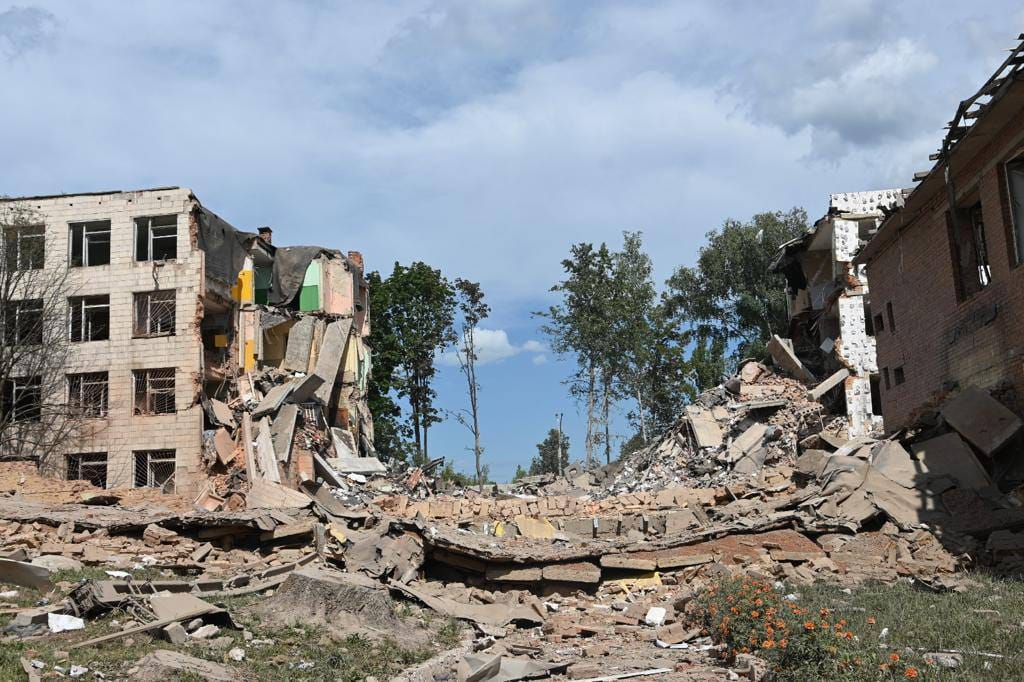
蘇梅一所教育機構遭到俄羅斯導彈襲擊

烏克蘭當局表示，在過去一天，俄羅斯一共襲擊9個州，包括頓涅茨克、哈爾科夫、扎波羅熱、切爾尼戈夫、第聶伯羅彼得羅夫斯克、赫爾松、盧甘斯克、尼古拉耶夫和蘇梅州遭到俄軍攻擊，造成至少14人受傷。烏克蘭扎波羅熱州警察局表示，俄羅斯軍隊使用KAB制導炸彈襲擊扎波羅熱州前線小鎮奧裡希夫，沒有人員傷亡報告。烏克蘭蘇梅州議會表示，俄羅斯軍隊對蘇梅發動導彈襲擊，擊中當地一所教育機構，造成2人死亡，20多人受傷。
烏克蘭武裝部隊總參謀部表示，自全面入侵以來，俄羅斯在烏克蘭損失245,220名士兵，過去一天俄羅斯部隊有390人傷亡，累計損失4191輛坦克、8167輛裝甲戰車、7247輛汽車和燃料箱、4786個火炮系統、698個多發火箭系統、457個防空系統、315架飛機、311架直升機、4007架無人機和18艘船隻。乌克兰武装部队总参谋部還表示过去一天中，乌军与俄军在前线交战地区共发生了24次战斗。乌空军、导弹部队和炮兵部队对俄军目标进行打击。乌克兰副防长马利亚尔称，乌军正逐步往别尔江斯克和梅利托波尔方向推进。烏克蘭國防部情報局局長表示，烏克蘭軍隊「很快」便會重回克里米亞，以努力奪回2014年被俄羅斯吞併的半島。烏克蘭國防部承認使用北韓製武器攻擊俄羅斯陣地，並指武器是從俄羅斯軍隊繳獲，顯示了烏軍成功執行軍事行動的成果。 烏克蘭軍方證實，再次襲擊連接俄佔赫爾松和克里米亞半島的瓊哈爾大橋。
俄罗斯国防部表示，俄军28日晚打击了乌克兰武装部队位于第聂伯罗彼得罗夫斯克的指挥所。在过去一天中，俄军在顿涅茨克、扎波罗热、红利曼方向击退乌军多次进攻。俄军还在库皮扬斯克以及赫尔松方向对乌军人员和装备进行打击。
俄佔赫爾松官員表示，烏克蘭軍隊午夜至凌晨之間，使用12枚暴風影導彈，襲擊連接克里米亞和赫希切斯克的鐵路，俄羅斯防空系統擊落所有導彈。俄羅斯國防部表示，防空系統擊落7枚暴風影導彈。另外，俄羅斯國防部表示，在7月28日晚上，俄羅斯武裝部隊用高精度武器襲擊第聶伯羅彼得羅夫斯克市的烏克蘭武裝部隊指揮所。
烏克蘭總統澤連斯基到訪頓涅茨克州巴赫穆特以西17公里的察蘇夫雅一個指揮中心，並會見來自特別行動部隊的烏克蘭士兵。
俄羅斯總統普京在會晤非洲領導人時表示，俄羅斯準備了一份和平協議，其中要求烏克蘭必須放棄被俄羅斯佔領的約20%領土。
英國國防部表示，烏克蘭反攻戰鬥強度在過去48小時內有所增加，特別是在扎波羅熱州和頓涅茨克州南部，在南部，戰鬥集中在奧裡希夫附近的羅博蒂內，另外烏克蘭軍隊擊敗俄羅斯空降部隊第247近衛空中突擊團的部隊，奪回頓涅茨克州旧马约尔斯克，其他俄羅斯空降部隊繼續在北部克雷米納以西的塞雷布里亞斯克森林進行進攻行動，但沒有取得什麼進展。
波蘭總理莫拉維茨基表示，僱傭兵組織瓦格納集團成員可能會從目前駐紮的白俄羅斯滲透到波蘭，100多名僱傭兵被部署到靠近立陶宛-波蘭邊境，莫拉維茨基直指有關部署，是朝著對波蘭領土進行攻擊邁出的一步，更指僱傭兵組織瓦格納集團成員可能會偽裝成白俄羅斯邊防軍或難民，將難民引向邊境，以滲透到波蘭。
《華爾街日報》援引匿名外交官消息表示，沙特阿拉伯將於8月5日和6日與烏克蘭在吉達主辦和平會談，邀請來自發達中國家，包括印度、巴西和西方國家等30個國家的高級官員，並没有邀請俄羅斯。

## 7月30日
烏克蘭當局表示，在過去一天，俄羅斯一共襲擊9個州，包括頓涅茨克、哈爾科夫、扎波羅熱、切爾尼戈夫、第聶伯羅彼得羅夫斯克、赫爾松、盧甘斯克、尼古拉耶夫和蘇梅州遭到俄軍攻擊，造成至少133個定居點和46個基礎設施受到破壞。烏克蘭南方作戰司令部表示，俄羅斯軍方向距離敖德薩州大陸35公里蛇島發射兩枚導彈，並且使用無人機襲擊赫爾松州和第聶伯羅彼得羅夫斯克州，所有四架無人機被擊落。烏克蘭赫爾松州軍事管理局表示，俄羅斯軍隊襲擊赫爾松州新米特里夫卡村，造成一人受傷，其後州長表示，在30日俄羅斯軍隊的襲擊，合共造成5人受傷。烏克蘭頓涅茨克地區檢察官辦公室表示，俄羅斯軍隊一日內兩度攻擊康斯坦丁諾夫卡，包括炮擊和使用集束彈，合共造成1人死亡，5人受傷。哈爾科夫軍隊負責人表示，俄羅斯軍隊使用S-300導彈系統對哈爾科夫發動襲擊，導致非住宅建築起火，沒有傷亡人數報告。尼古拉耶夫州州長表示，俄羅斯襲擊尼古拉耶夫州庫楚魯布，造成1人受傷。扎波羅熱州州長表示，俄羅斯襲擊扎波羅熱州小托克馬奇卡，造成1人受傷。
烏克蘭武裝部隊總參謀部表示，自全面入侵以來，俄羅斯在烏克蘭損失245,700名士兵，過去一天俄羅斯部隊有480人傷亡，累計損失4205輛坦克、8178輛裝甲戰車、7275輛汽車和燃料箱、4795個火炮系統、698個多發火箭系統、459個防空系統、315架飛機、311架直升機、4011架無人機和18艘船隻。烏克蘭南方司令部發言人表示，在克里米亞大橋爆炸和瓊哈爾大橋遭到襲擊後，俄羅斯軍方正遭受重大後勤問題，正在使用兩棲攻擊船運送裝置穿越刻赤海峽。烏克蘭軍事情報部門發言人表示，自2022年初以來，俄羅斯在烏克蘭被佔領土上強行動員55,000至60,000人，包括強行在街上帶走居民，並派到前線，當中包括學生，俄羅斯部隊承諾有關人士將派到第二線或第三線，但實際上被派到前線。

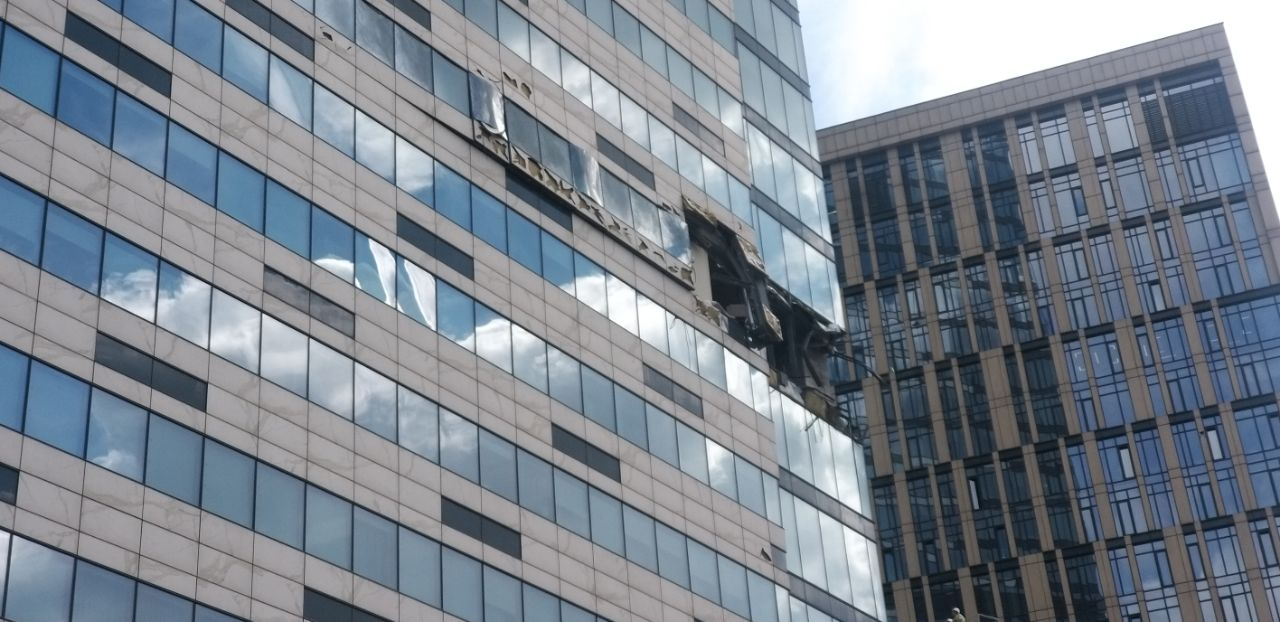
莫斯科一棟設有多個政府部門辦公室的大樓遭到無人機襲擊

俄羅斯國防部表示，莫斯科遭到三架無人機襲擊，其中一架無人機被擊落，另外兩架嚴重損壞莫斯科市區兩棟建築外牆，其中一棟大樓內設有俄羅斯經濟發展部、工業和貿易部、數字發展部以及聯邦民族局和其他幾個機構的辦公室，造成一人受傷。另外，國防部表示，在午夜至凌晨之間烏克蘭使用25架無人機襲擊俄佔克里米亞，其中16架烏克蘭無人機被擊落，另外9架無人機墜入黑海。
乌克兰总统泽连斯基在伊万诺-弗兰科夫斯克州访问期间看望一家医院中的乌军伤员，表示今天是所谓的「特别军事行动」的第522天，俄罗斯领导人原本预计这次行动只會持续一两周，另外，泽连斯基表示3架烏克蘭無人機襲擊俄羅斯首都莫斯科，代表了「戰爭」正在來到俄羅斯的領土，包括其象徵性中心和軍事基地，這不可避免、自然和絕對公平，更指烏克蘭正在變得更加強大，但需為冬季對能源基礎設施的新襲擊做好準備。烏克蘭文化部表示，開始拆除基輔祖國之母雕像上的蘇聯國徽，並裝上烏克蘭國徽，預計將於8月24日烏克蘭獨立日完工。
俄羅斯聯邦安全會議副主席、前總統梅德韋傑夫表示，如果基輔的持續反攻取得成功，莫斯科將不得不使用核武器。
教宗方濟各呼籲俄羅斯重返黑海糧食倡議，指倡議允許烏克蘭透過其海港出口農產品，有助緩解全球飢餓危機，並呼籲人們繼續為殉難的烏克蘭祈禱，該處正在被摧毀一切，甚至是糧食，並指這是對上帝的嚴重侮辱。

## 7月31日

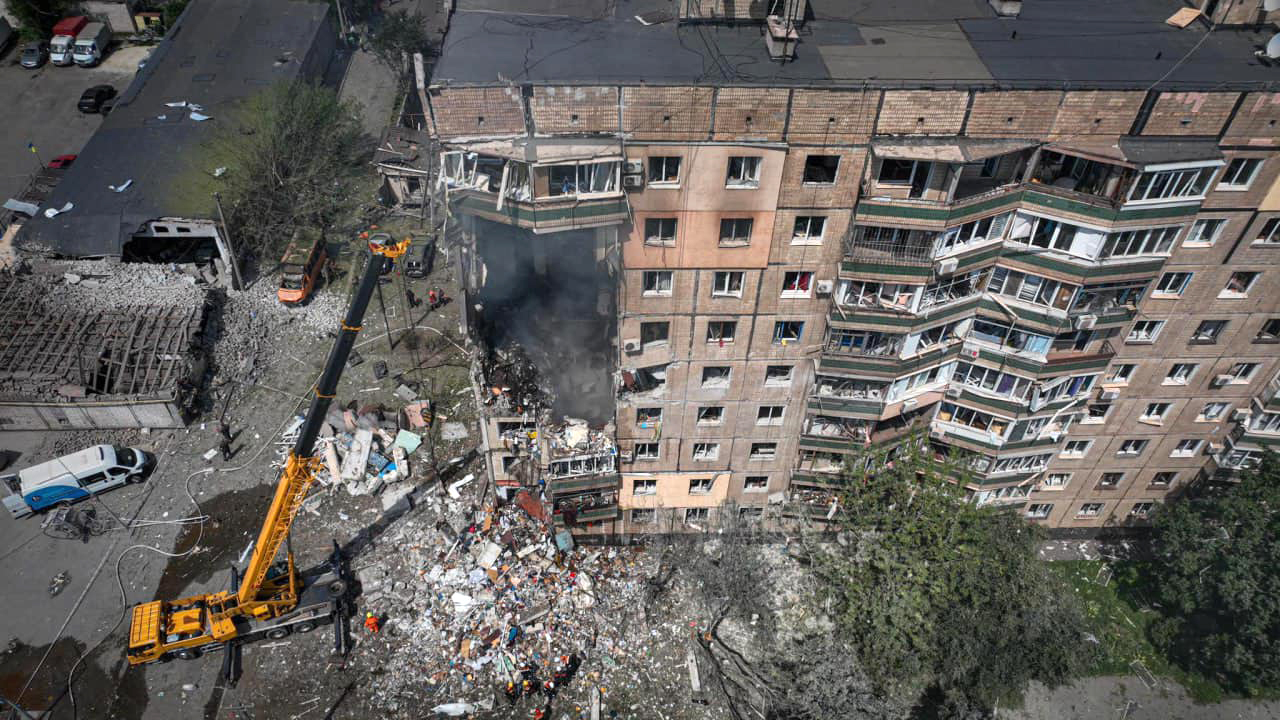
第聶伯羅彼得羅夫斯克州克利福洛一棟住宅樓遭到俄羅斯導彈襲擊後

烏克蘭當局表示，在過去一天，俄羅斯一共襲擊9個州，包括頓涅茨克、哈爾科夫、赫爾松、尼古拉耶夫、蘇梅、扎波羅熱、切爾尼戈夫、第聶伯羅彼得羅夫斯克和盧甘斯克遭到俄軍攻擊，造成至少2人死亡，19人受傷。烏克蘭第聶伯羅彼得羅夫斯克州州長表示，俄羅斯對第聶伯羅彼得羅夫斯克州克利福洛發動導彈襲擊，擊中一棟住宅，造成至少有6人死亡，包括一名10歲兒童，81人受傷，包括6名兒童。赫爾松官員表示，俄羅斯軍隊一日內兩度對赫爾松發動襲擊，造成4人死亡，18人受傷。頓涅茨克州州長表示，俄羅斯襲擊頓涅茨克州佐里亞內，造成2名居民死亡，1人受傷，俄羅斯亦分別襲擊頓涅茨克州託雷茨克和克拉斯諾霍裡夫卡，合共造成2人受傷。哈爾科夫州長表示，俄羅斯軍隊向哈爾科夫市發射無人機，造成1名平民受傷。蘇梅州軍事管理局表示，俄羅斯對蘇梅州大皮薩里夫卡發動襲擊，造成1人受傷。
烏克蘭武裝部隊總參謀部表示，自全面入侵以來，俄羅斯在烏克蘭損失246,190名士兵，過去一天俄羅斯部隊有490人傷亡，累計損失4,211輛坦克、8,188輛裝甲戰車、7,292輛汽車和燃料箱、4,816個火炮系統、699個多發火箭系統、460個防空系統、315架飛機、311架直升機、4,017架無人機和18艘船隻。烏克蘭國防部副部長表示，在過去一週的反攻中從俄羅斯軍隊手中奪回東部和南部近15平方公里的土地，自上個月初對俄羅斯軍隊進行大規模反擊以來，部隊已經在南部奪回204.7平方公里，其中軍隊過去一週在巴赫穆特前線奪回2平方公里，烏克蘭軍隊亦正試圖向別爾江斯克和梅利託波爾市推進，過去一週奪回12.6平方公里，俄羅斯軍隊則試圖攻擊庫皮安斯克和萊曼附近的兩個北部戰線，但未能突破。
俄羅斯布良斯克地區官員表示，一座警察局遭到烏克蘭無人機襲擊，一個邊境村莊遭到烏克蘭炮擊，均沒有傷亡報告。俄佔頓涅茨克官員表示，烏克蘭襲擊該市的一輛公共汽車，造成兩人死亡，六人受傷。
俄羅斯國防部長紹伊古表示，莫斯科加強對烏克蘭軍事基礎設施的襲擊，以應對對俄羅斯控制領土的襲擊。俄总统新闻秘书佩斯科夫表示，乌克兰对俄罗斯领土的袭击是一种“绝望行为”，且乌方“反攻”未能达到预期效果。俄羅斯總統兒童權利專員表示，自全面入侵開始以來，已有70萬烏克蘭兒童被帶到俄羅斯，總共約有480萬烏克蘭人被「接受」進入俄羅斯，並聲稱大多數孩子與家人一起到達，當中包括1500名現時住在孤兒院或國家機構的兒童。
烏克蘭基礎設施部長表示，在2022年底和2023年初被俄羅斯襲擊損壞的火力發電站幾乎100%已經修復，而當局目前正在努力提升在緊急情況下提供備用的能力，另外在被俄羅斯襲擊破壞的700多個供暖網路中，超過65%得到修復。烏克蘭財政部表示，烏克蘭已經透過世界銀行多方捐助者信託基金從美國獲得12.5億美元援助，用於為境內流離失所者、殘疾人、低收入家庭和其他社會支付提供社會援助。烏克蘭外交部長與克羅埃西亞外交部長會談後表示，烏克蘭和克羅埃西亞已就使用多瑙河和亞得里亞海的克羅埃西亞港口出口烏克蘭糧食的可能性達成一致。
俄羅斯莫斯科一家法院裁定沒收由烏克蘭首富里納特·阿赫梅托夫控制的Metinvest在俄羅斯子公司的所有資產，並指控，阿赫梅托夫資助烏克蘭部隊，包括亞速營。
俄羅斯獨立媒體報道，即使俄羅斯受到國際制裁，但仍然價值數十億美元能夠用作軍事用途的西方產品流入俄羅斯，包括受制裁限制價值5.02億美元的西方微晶片，可以用於生產導彈和其他武器，以及至少1.71億美元的民用航空裝置和價值3.89億美元的智能電話。
聯合國教科文組織表示，截至7月26日，至少有274個文化遺址在俄羅斯全面入侵烏克蘭期間遭到破壞，包括117個宗教場所、27個博物館、98個具有歷史或藝術價值的建築、19個紀念碑、12個圖書館和一個檔案館，其中大多數在頓涅茨克州佔78個，教科文組織強調，故意破壞文化遺址構成戰爭罪，俄羅斯作為常任理事國的聯合國安理會亦承認有關罪行。
烏克蘭國防部和土耳其私營國防企業拜卡公司簽署合同，在烏克蘭建造一個維修和維護戰鬥無人機的服務中心。
德國私營國防企業莱茵金属已开始培训工人，為2023年秋季開業的烏克蘭工廠作準備。